# Mary Cassatt
Mary Stevenson Cassatt, anomenada Mary Cassatt (Allegheny City, Pennsilvània, 22 de maig de 1844- Mesnil-Théribus, França, 14 de juny de 1926) va ser una pintora americana del període impressionista.
Amiga de Degas, és sovint vinculada amb l'impressionisme, que va tenir una gran influència sobre la seva obra inicial. Les seves pintures i els seus dibuixos de maduresa han de ser comparats més aviat amb els produïts per la generació de pintors postimpressionistes: Toulouse-Lautrec o fins i tot els membres del moviment nabí, amb qui comparteix un gran interès pels pintors de l'Ukiyo-e, període del japonisme.

## Biografia

### Primers anys
Mary Cassatt va néixer a Allegheny City, que ara forma part de Pittsburgh, en una família de classe mitjana-alta. El seu pare, Robert Simpson Cassat (després només Cassatt), era corredor de borsa i especulador de terres d'èxit i descendia de l'hugonot francès Jacques Cossart, que havia arribat a Nova Amsterdam l'any 1662. La seva mare, Katherine Kelso Johnston, que provenia d'una família bancària, tenia una bona educació i era molt culta, fet que va tenir una profunda influència en la seva filla. En aquest sentit, Louisine Havemeyer, amiga de tota la vida de Cassatt, va escriure a les seves memòries: "Qualsevol persona que tingués el privilegi de conèixer la mare de Mary Cassatt sabria de seguida que només ella i només ella va heretar la seva habilitat". Cosina llunyana de l'artista Robert Henri, Cassatt va tenir sis germans, dels quals dos van morir quan eren petits. Un dels seus germans, Alexander Johnston Cassatt, va esdevenir més tard president de l'empresa Pennsylvania Railroad. La família es va traslladar cap a l'est, primer a Lancaster, Pennsilvània, i després a Filadèlfia, on va començar els seus estudis als sis anys.
Cassatt va créixer en un entorn que considerava els viatges com a part de l'educació, de manera que va passar cinc anys a Europa i va visitar moltes de les seves capitals, incloses Londres, París i Berlín. A l'estranger va aprendre alemany i francès i va rebre les primeres lliçons de dibuix i música. És probable que el seu primer contacte amb els artistes francesos Jean Auguste Dominique Ingres, Eugène Delacroix, Camille Corot i Gustave Courbet fos a l'Exposició Universal de París de 1855. En aquesta exposició també hi van prendre part els pintors Edgar Degas i Camille Pissarro, que més endavant serien els seus mentors i col·legues.
Tot i l'oposició de la seva família a la seva decisió de ser una artista professional, Mary Cassatt va començar a estudiar pintura a l'Acadèmia de Belles Arts de Pennsilvània de Filadèlfia amb només 15 anys. Part de la preocupació dels seus pares podria haver estat la seva exposició a les idees feministes i el comportament bohemi d'alguns estudiants masculins; Cassatt i la seva xarxa d'amics van defensar tota la vida la igualtat de drets per als sexes. La majoria de les estudiants, que en aquell moment eren únicament el 20%, considerava l'art com una habilitat socialment valuosa i només una minoria estava decidida, com Cassatt, a fer de l'art la seva carrera. Va continuar els seus estudis des del 1861 fins al 1865, durant la Guerra Civil americana. Entre els seus companys hi havia Thomas Eakins, que anys més tard es veuria obligat a dimitir com a director de l'Acadèmia.
Impacient amb el lent ritme d'instrucció i l'actitud condescendent dels estudiants i professors masculins, va decidir estudiar els vells mestres pel seu compte. Més tard, afirmava que a l'Acadèmia "no hi havia ensenyament". Les estudiants no van poder utilitzar models en viu fins més endavant i la seva formació es feia a través dels models de guix. Cassatt va decidir acabar els seus estudis abans d'obtenir el títol. Després de superar les objeccions del seu pare, es va traslladar a París el 1866, acompanyada per la seva mare i amics de la família. Atès que les dones encara no podien assistir a l'École des Beaux-Arts, Cassatt va sol·licitar fer classes privades amb mestres de l'escola i Jean-Léon Gérôme, professor molt apreciat conegut per la seva tècnica hiperrealista i la manera de tractar temes exòtics, la va acceptar com a alumna. Uns mesos més tard, Gérôme també va acceptar Eakins com a estudiant. Cassatt va completar la seva formació artística fent còpies diàries al Museu del Louvre, obtenint el permís requerit, que era necessari per controlar les "copistes", normalment dones mal pagades, que diàriament omplien el museu per pintar exemplars per vendre. El museu també va servir d'espai de trobada per a estudiants franceses i nord-americanes que, com Cassatt, no tenien permís per assistir als cafès on les avantguardes socialitzaven. És així com la seva amiga estatunidenca Elizabeth Jane Gardner va conèixer el pintor acadèmic William-Adolphe Bouguereau, amb qui es casaria.
Cap a finals de 1866 es va unir a una classe de pintura impartida per Charles Joshua Chaplin, artista de gènere, i dos anys més tard va estudiar amb el pintor Thomas Couture, conegut pels seus temes romàntics i urbans. Els estudiants sortien al camp per extreure temes de la vida, especialment els camperols en les seves activitats diàries. El 1868 un dels seus quadres, A Mandoline Player (Un sonador de mandolina), va ser acceptat per primera vegada pel jurat de selecció del Saló de París. Amb Elizabeth Jane Gardner, l'obra de la qual també havia estat admesa pel jurat d'aquell any, Cassatt va ser una de les dues dones nord-americanes que va exposar per primera vegada al saló. A Mandoline Player té l'estil romàntic de Corot and Couture i és un dels dos únics quadres de la primera dècada de la seva carrera que s'han documentat.

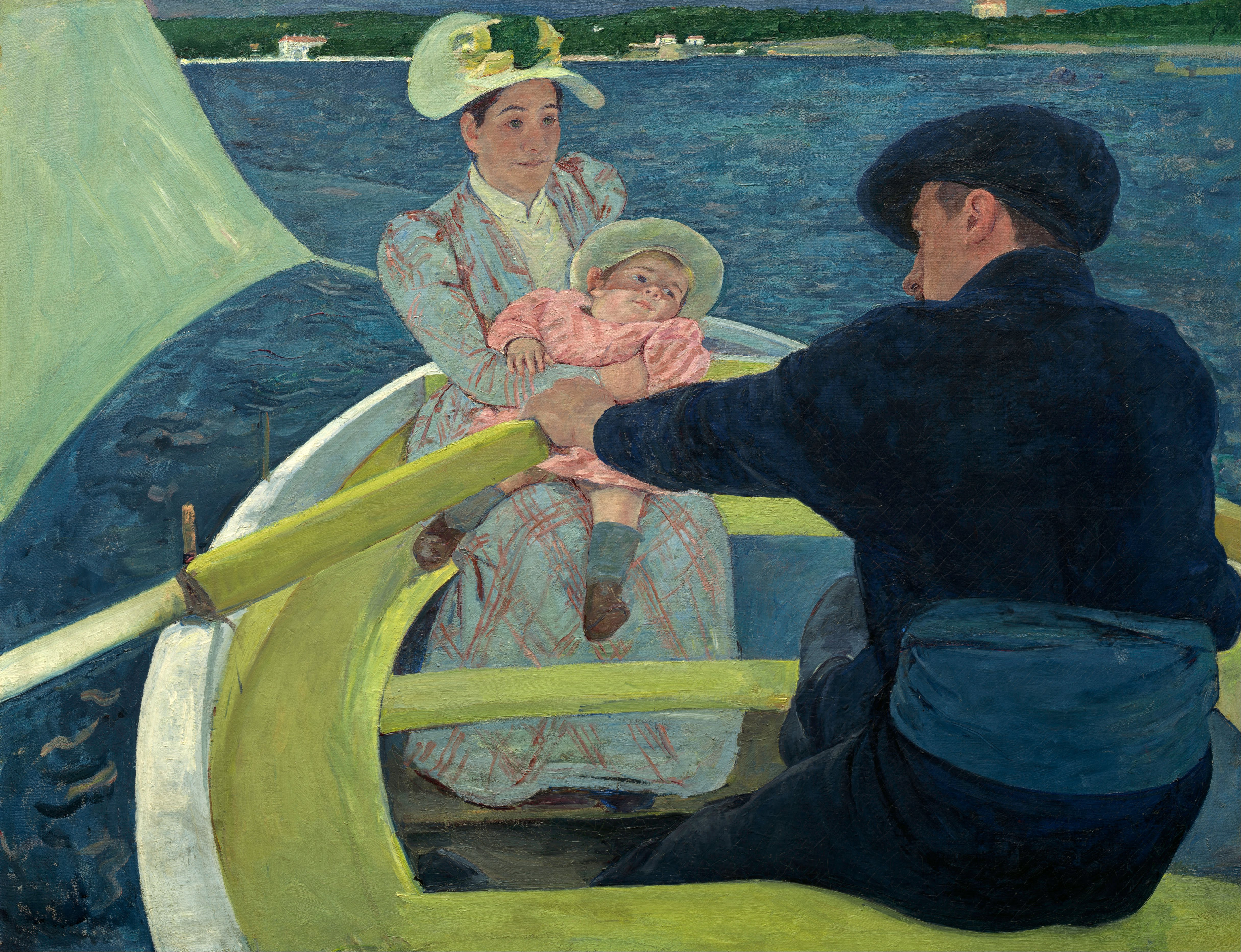
The Boating Party (Festa de canotatge), 1893–94, National Gallery of Art, Washington.

L'escena artística francesa es trobava en un procés de canvi, ja que mentre artistes radicals com Courbet o Édouard Manet intentaven desvincular-se de la tradició acadèmica acceptada els impressionistes estaven en la seva etapa formativa. L'amiga de Cassatt, Eliza Haldeman, va escriure que els artistes "abandonen l'estil de l'Acadèmia i busquen cadascun una nova manera, per tant, ara mateix tot és Caos". Cassatt, en canvi, va continuar treballant de manera tradicional, enviant treballs al saló parisenc durant més de deu anys, amb una frustració creixent.
Amb motiu de l'inici de la guerra francoprussiana, a finals d'estiu de 1870 Mary Cassatt va tornar als Estats Units, on va viure amb la seva família a Altoona. El seu pare va continuar resistint la vocació de la seva filla i va pagar les seves necessitats bàsiques però no els materials artístics. Cassatt va col·locar dues de les seves pintures en una galeria de Nova York i va aconseguir un cert èxit però cap comprador. També es va consternar davant la manca de quadres per estudiar mentre es quedava a la seva residència d'estiu i, fins i tot, es va plantejar abandonar l'art, ja que estava decidida a guanyar-se la vida de forma independent. En una carta del juliol de 1871 escrivia: "He abandonat el meu estudi i he trencat el retrat del meu pare, i no he tocat un pinzell durant sis setmanes ni ho tornaré a fer fins que vegi alguna perspectiva de tornar a Europa. Desitjo sortir cap a l'oest la propera tardor i aconseguir feina però encara no he decidit on".
En conseqüència, va viatjar a Chicago per provar sort però va perdre algunes de les seves primeres pintures al Gran incendi de Chicago de 1871. Poc després, la seva obra va atreure l'atenció del bisbe catòlic romà Michael Domenec de Pittsburgh, que li va encarregar pintar dues còpies de pintures per a Correggio (Parma), avançant-li prou diners per cobrir les seves despeses de viatge i de part de l'estada. Amb gran excitació va escriure: "Oh, que feliç em sento per començar a treballar, em piquen molt els dits i els ulls se'm neguen per tornar a veure una bona imatge". Així, amb Emily Sartain, una companya d'art d'una família artística ben considerada de Filadèlfia, Cassatt va tornar a marxar cap a Europa.

### Etapa impressionista

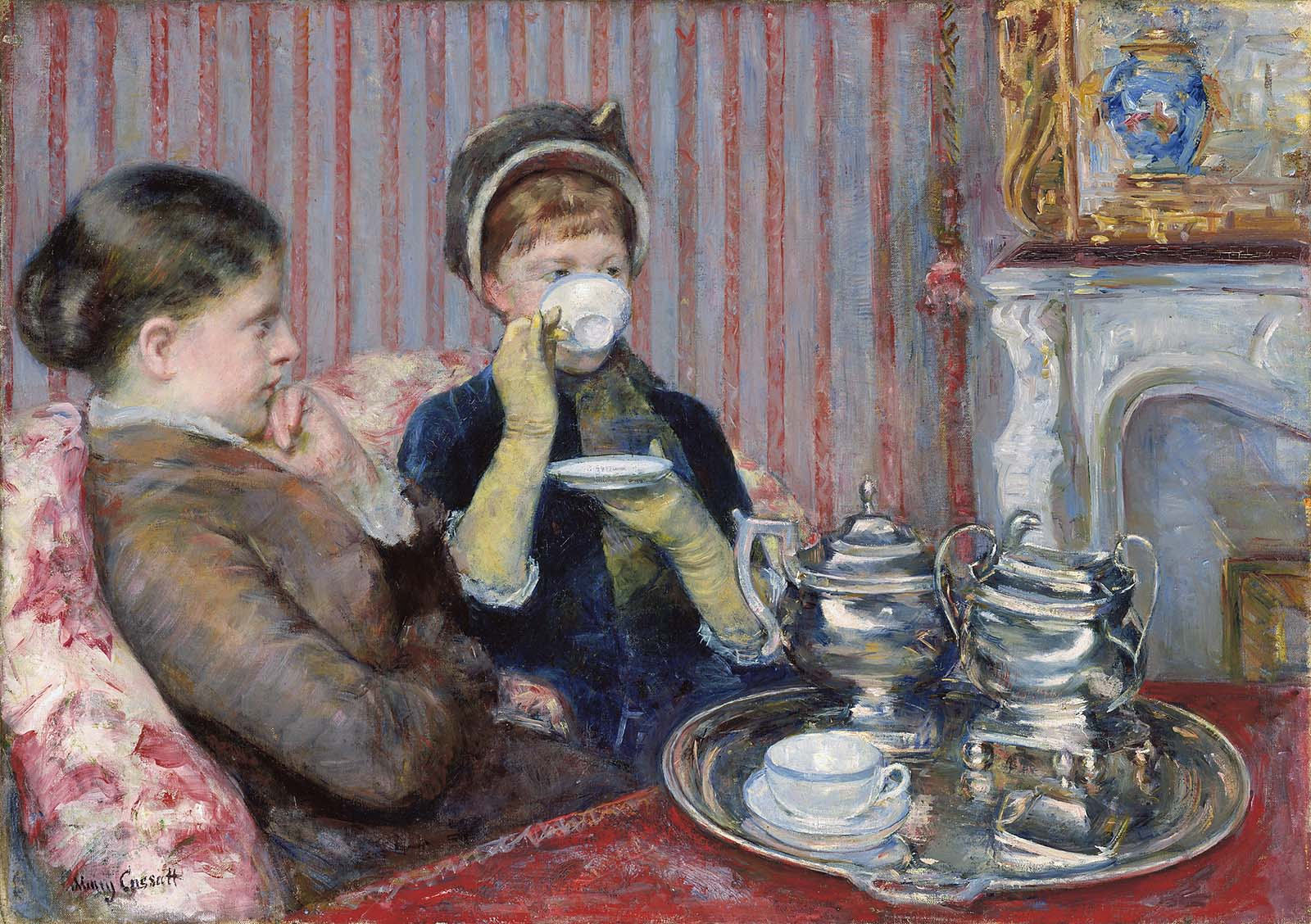
Tea (El te), 1880. Museu de Belles Arts de Boston

Pocs mesos després del seu retorn a Europa la tardor de 1871, les perspectives de Cassatt havien augmentat. La seva pintura Two Women Throwing Flowers During Carnival (Dues dones llançant flors durant el carnaval) va tenir una bona rebuda al Saló de 1872 i va ser adquirida. Va atraure l'atenció del públic a Parma i va ser recolzada i animada per la comunitat artística local: "Tot Parma parla de la senyoreta Cassatt i la seva imatge, i tothom està ansiós de conèixer-la".
Després d'acabar el seu encàrrec per al bisbe, Cassatt va viatjar a Madrid i Sevilla, on va pintar un grup de quadres de temes espanyols, inclosa la ballarina espanyola que portava un mantell d'encaix (1873, Museu Nacional d'Art Americà de la Smithsonian Institution). El 1874 va prendre la decisió de residir a França i la va acompanyar la seva germana Lydia, compartint un apartament a París, on Cassatt va obrir també un estudi. La germana de Louisa maig Alcott, Abigail maig Alcott, era llavors estudiant d'art a París i va visitar-la. Cassatt va continuar expressant crítiques a la política del saló i al gust convencional que hi prevalia. Va ser contundent en els seus comentaris, segons va informar Sartain, que va escriure: "és massa tallant, refrega tot l'art modern, menysprea les imatges del saló de Cabanel, Bonnat, tots els noms que solem venerar".
Cassatt va veure que les obres de les dones artistes sovint eren menyspreades, llevat que l'artista tingués un amic o protector al jurat, i ella no estava disposada a flirtejar amb els jurats per obtenir el seu favor. El seu cinisme va créixer quan una de les dues imatges que va presentar el 1875 va ser rebutjada pel jurat que, en canvi, l'any següent la va acceptar després que d'haver-ne enfosquit el fons. Es va discutir amb Sartain, que pensava que Cassatt era massa franca i egocèntrica, i finalment es van separar. Fora de la seva angoixa i autocrítica, Cassatt va decidir que necessitava allunyar-se de les pintures de gènere i pintar temes més de moda, per tal d'aconseguir encàrrecs de retrats per part de l'alta societat nord-americana a l'estranger, però aquest intent en un primer moment va donar pocs fruits.

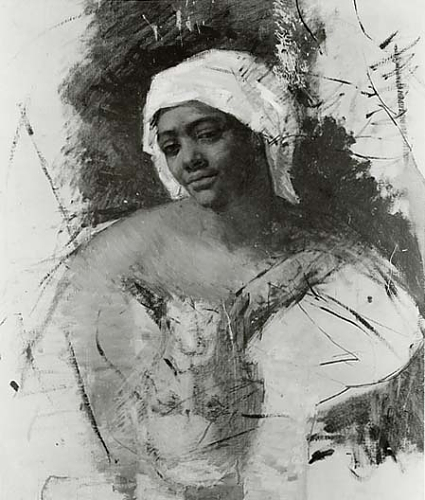
Oli, cap a 1871, col·lecció privada. La senyora Currey havia treballat per a la família Cassatt. Quan Mary Cassatt va tornar de París a l'inici de la guerra francoprussiana, va demanar-li que posés per a ella i li va donar el retrat. Superposat (i capgirat) hi ha un esbós del seu pare.

El 1877 el Saló va rebutjar les seves obres i, per primera vegada en set anys, no hi va ser present. En aquest punt tan baix de la seva carrera, Edgar Degas la va convidar a mostrar els seus treballs amb els impressionistes, un grup que havia iniciat la seva pròpia sèrie d'exposicions independents el 1874 amb molta notorietat. Els impressionistes (també coneguts com a "Independents" o "Intransigents") no tenien cap manifest formal i variaven considerablement en matèria i tècnica. Tendien a preferir la pintura a l'aire lliure i l'aplicació de colors vius en traços separats amb poca mescla prèvia, cosa que permet a l'ull combinar els resultats d'una manera "impressionista". Havien rebut la ira de la crítica durant diversos anys. Així, per exemple, Henry Bacon, amic dels Cassatt, pensava que els impressionistes eren tan radicals que estaven "afectats per alguna malaltia ocular fins ara desconeguda". L'única membre femenina fins aquell moment, l'artista Berthe Morisot, va esdevenir amiga i companya de Cassatt.

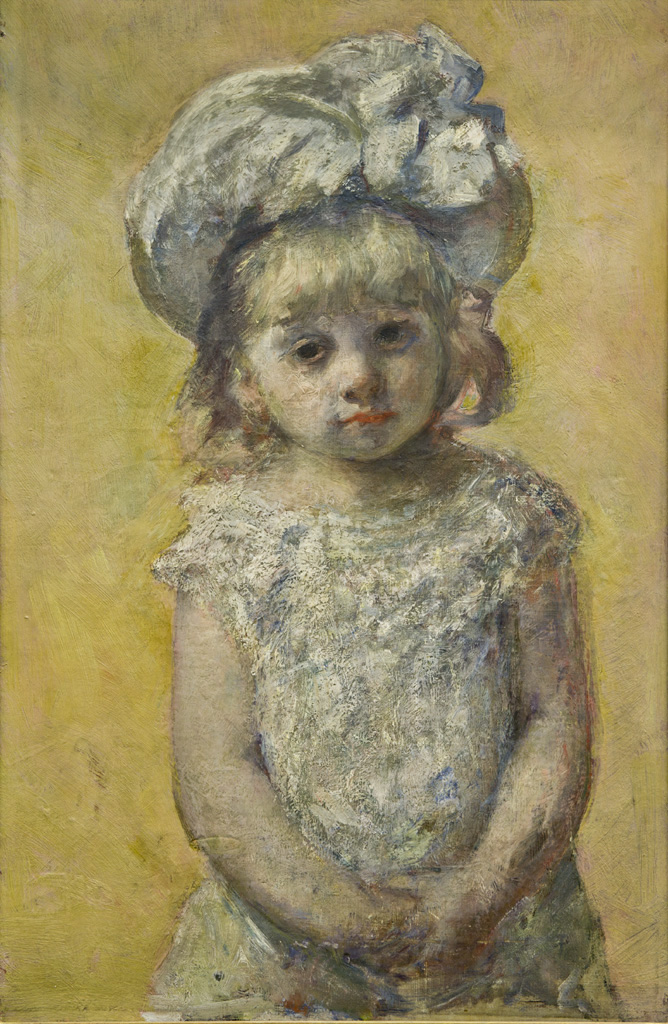
Portrait de fillette (Retrat d'una nena), 1879, Museu de Belles Arts de Burdeus.

Mary Cassatt admirava Degas, els pastels del qual li havien causat una gran impressió quan els va veure a l'aparador d'un venedor d'art el 1875. "Aplanava el nas contra aquesta finestra i absorbia tot el que podia del seu art", va recordar més tard, "em va canviar la vida. Aleshores vaig veure l'art tal com el volia veure". Per tant, va acceptar la invitació de Degas amb entusiasme i va començar a preparar quadres per a la següent mostra impressionista, prevista per al 1878, que finalment (després d'un ajornament a causa de l'Exposició Universal) es va inaugurar el 10 d'abril de 1879. Es va sentir còmoda amb els impressionistes i es va unir a la seva causa amb entusiasme, declarant: "seguim lluitant desesperadament i necessitem totes les nostres forces". Com que no podia assistir a cafès amb ells sense cridar l'atenció i atraure crítiques, s'hi va reunir amb en privat i en exposicions. Esperava l'èxit comercial venent quadres als parisencs sofisticats que preferien l'avant-garde. El seu estil havia guanyat espontaneïtat des del moment que havia adoptat la pràctica de portar un quadern de dibuixos quan era fora de casa o anava al teatre per enregistrar les escenes que veia.
El 1877 es va reunir a París amb el seu pare i la seva mare, que hi havien arribat amb la seva germana Lydia, i van compartir un gran apartament al cinquè pis del número 13 de l'avinguda Trudaine. L'artista va valorar la seva companyia i sovint pintava a la seva germana, afectada d'una greu malaltia. La mort de Lydia l'any 1882 va impedir-li treballar durant un temps.

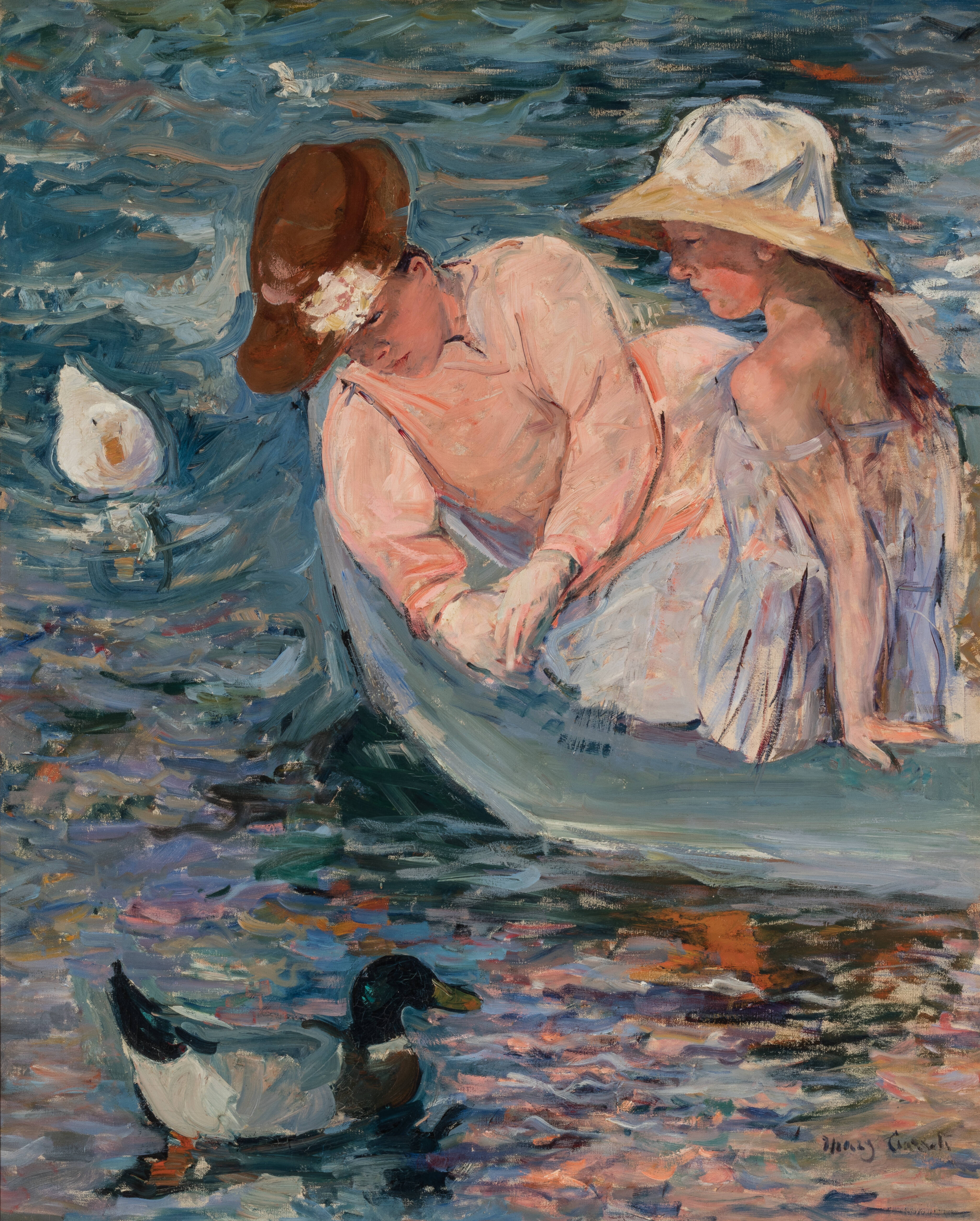
Summertime (Estiu), cap a 1894.Terra Foundation for American Art, Chicago.

Mary Cassatt insistia, malgrat la presència del seu pare, que el seu estudi i les despeses es cobrissin amb la venda de les seves obres, que encara eren escasses. Temorosa d'haver de pintar obres mediocres per cobrir despeses, es va afanyar a produir pintures de qualitat per a la propera exposició impressionista. Tres de les seves obres més importants del 1878 van ser Portrait of the Artist (Autoretrat), Little Girl in a Blue Butaca (Nena en una butaca blava) i Reading Le Figaro (Llegint Le Figaro), que era un retrat de la seva mare.
Degas va tenir una influència considerable sobre Cassatt. Tots dos van ser altament experimentals en l'ús de materials, provant pintura de borra i la metàl·lica en moltes obres, com Woman Standing Holding a Fan (Dona amb ventall), 1878-79 (Amon Carter Museum of American Art). De la mateixa manera, Mary Cassat va excel·lir en la tècnica del pastel, amb la qual va elaborar moltes de les seves obres més destacades. Degas també la va introduir a l'aiguafort, del qual era un reconegut mestre. Els dos van treballar un al costat de l'altre durant un temps i el seu traç de la pintor va guanyar força sota la seva tutela. Un exemple del seu acostament reflexiu al mitjà de la punta seca com a manera de reflexionar sobre la seva condició d'artista és Reflection (Reflexió) de 1889–90, que alguns estudiosos han interpretat com un autoretrat. Al seu torn, Degas va representar Cassatt en una sèrie de gravats en les seves visites al Louvre. Va atresorar la seva amistat però va aprendre a no esperar massa de la naturalesa voluble i temperamental del pintor, després que aquest va abandonar un projecte en què col·laboraven en aquell moment, una publicació dedicada als gravats. El sofisticat i ben vestit Degas, que aleshores tenia quaranta-cinc anys, va ser un dels convidats al sopar de benvinguda a la residència Cassatt i prenia part de les vetllades que s'hi feien.
L'exposició impressionista de 1879 va ser la més reeixida fins aquell moment, malgrat l'absència de Renoir, Sisley, Manet i Cézanne, que intentaven una vegada més obtenir el reconeixement al Saló. Gràcies als esforços de Gustave Caillebotte, que va organitzar i finançar l'esdeveniment, el grup va obtenir beneficis i va vendre moltes obres, tot i que les crítiques van continuar tan dures com sempre. La Revue des Deux Mondes escrivia: "M. Degas i Mlle. Cassatt són, tanmateix, els únics artistes que es distingeixen... i que ofereixen una certa atracció i alguna excusa en el pretensiós espectacle d'aparadorisme i embrutiment infantil".

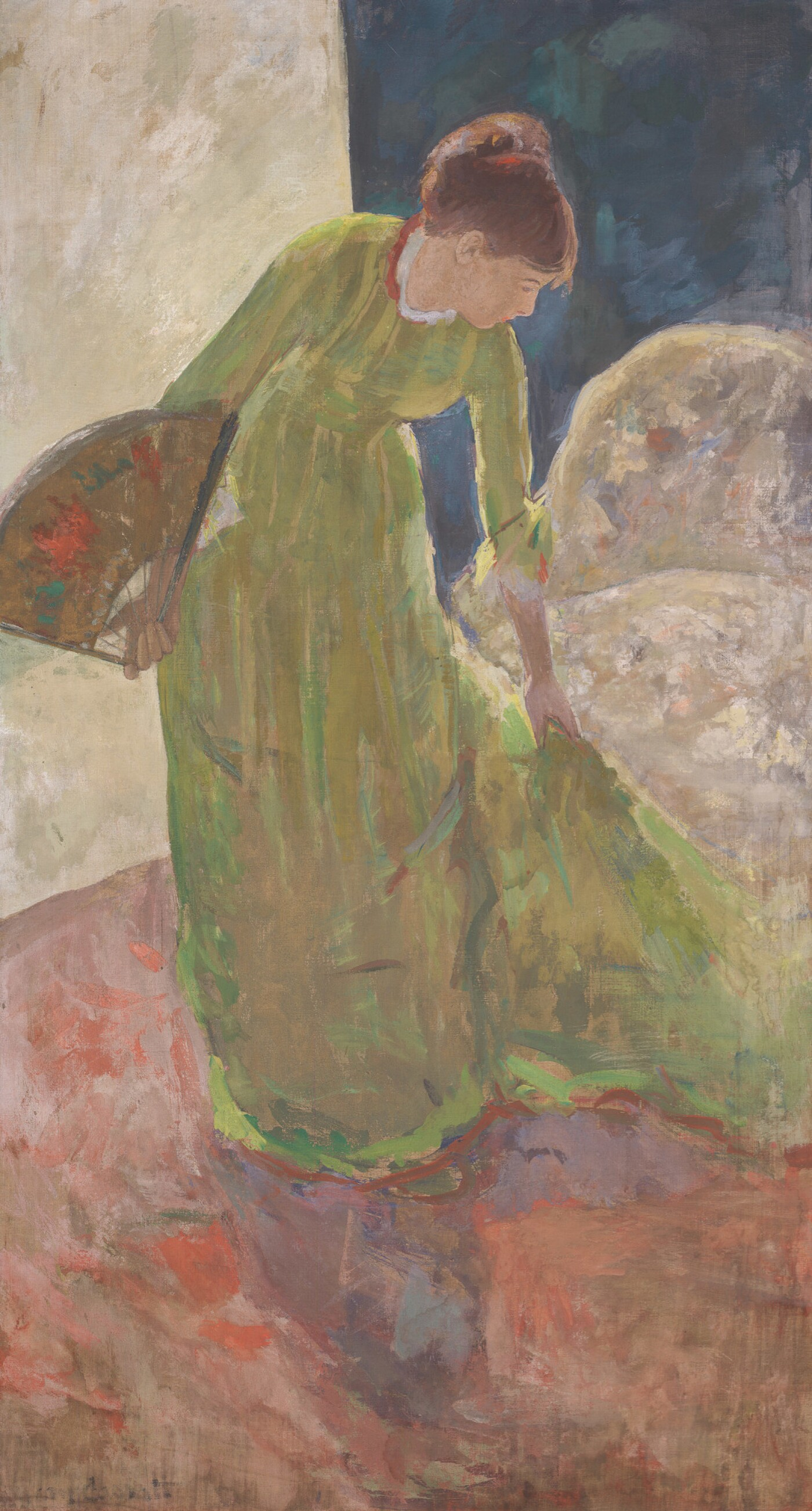
Woman Standing Holding a Fan (Dona amb ventall),1878–79. Amon Carter Museum of American Art.

Cassatt va mostrar onze obres, inclosa Lydia in a Loge, Wearing a Pearl Necklace (Woman in a Loge) (Lydia a la llotja, amb collaret de perles / Dona a la llotja). Tot i que els crítics van afirmar que els colors de Cassatt eren massa brillants i que els seus retrats eren massa precisos per ser afalagadors, no van atacar la seva obra com la de Monet, les circumstàncies de les quals eren les més desesperades de tots els impressionistes d'aquella època. Va utilitzar la seva part dels beneficis per comprar una obra de Degas i una de Monet. Va participar en les exposicions impressionistes que van seguir el 1880 i el 1881 i va romandre com a membre actiu del cercle impressionista fins al 1886. Aquell any va proporcionar dos quadres per a la primera exposició impressionista als Estats Units, organitzada pel marxant d'art Paul Durand-Ruel. La seva amiga Louisine Elder es va casar amb l'industrial del sucre Harry Havemeyer el 1883 i, amb Cassatt com a assessora, la parella va començar a col·leccionar els impressionistes a gran escala. Gran part de la seva vasta col·lecció es troba ara al Metropolitan Museum of Art de Nova York.
Durant aquest període també va fer diversos retrats de membres de la família, d'entre els quals Portrait of Alexander Cassatt and His Son Robert Kelso (Retrat d'Alexander Cassatt i el seu fill Robert Kelso), de l'any 1885, és un dels seus més apreciats. L'estil de Cassatt va evolucionar i es va allunyar de l'impressionisme cap a un enfocament més senzill i directe. Va començar a exposar les seves obres també a les galeries de Nova York. Després del 1886, Cassatt ja no es va identificar amb cap moviment artístic i va experimentar amb diverses tècniques.

### Darrers anys

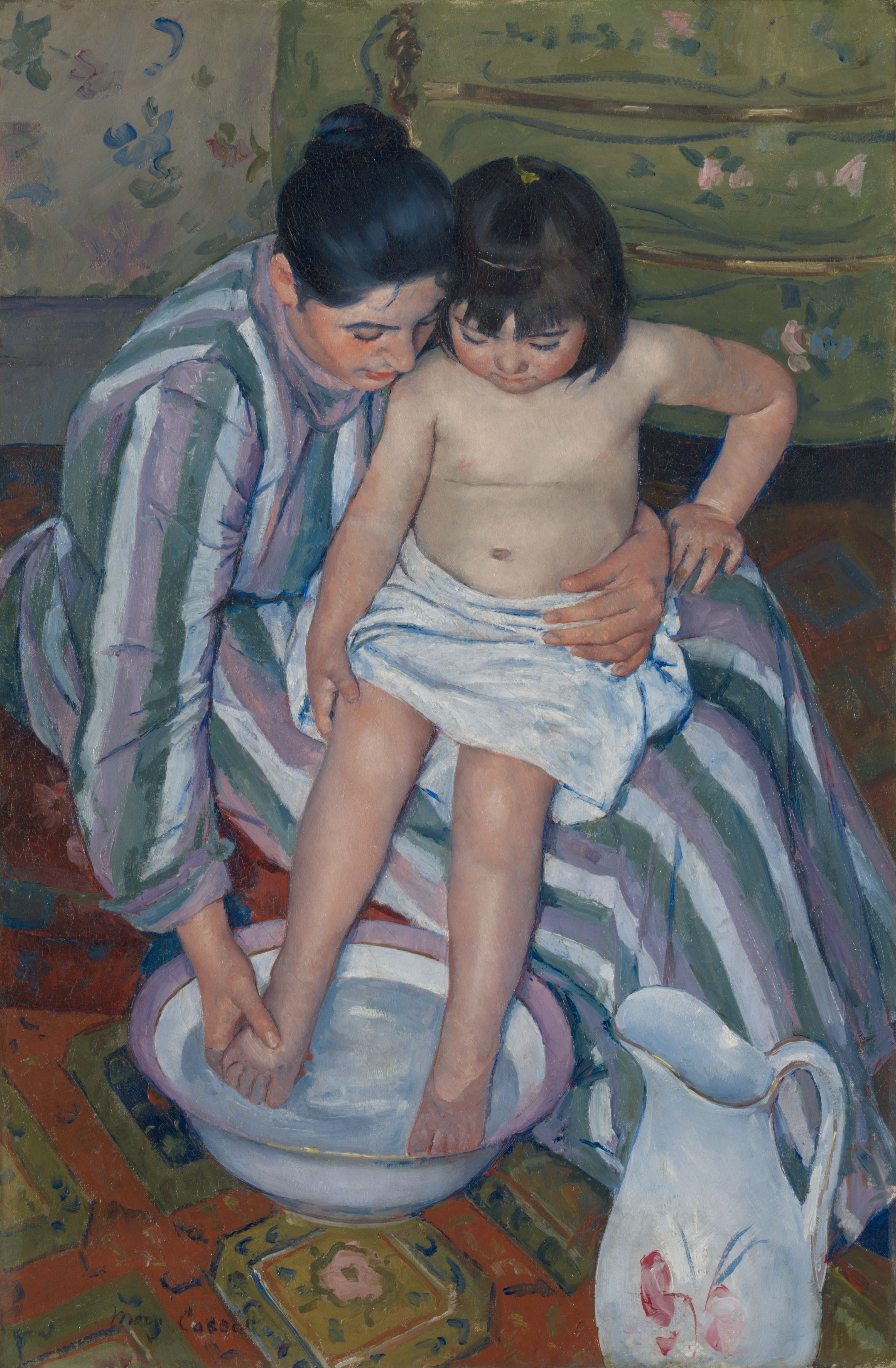
The Child's Bath (The Bath) (El bany), 1893. Institut d'Art de Chicago.

Cassatt va ser coneguda per una extensa sèrie de pintures i gravats rigorosament dibuixats sobre el tema de la mare i el fill. Malgrat que amb anterioritat havia pintat algunes obres amb aquest assumpte, la primera obra datada que es coneix és la punta seca del 1888 Gardner Held by His Mother (Gardner a cura de la seva mare) que, amb la inscripció "Jan/88", es conserva a la Biblioteca Pública de Nova York. En alguns d'aquests treballs hi va representar els seus propis parents, amics o clients, tot i que en els seus darrers anys generalment va utilitzar models professionals en composicions que sovint recorden les representacions del Renaixement italià de la Mare de Déu amb el Nen. Després de 1900 es va concentrar gairebé exclusivament en temes de mare i fill, com ara Woman with a Sunflower (Dona amb gira-sol).
La dècada de 1890 va esdevenir el seu període més actiu i creatiu. Es va convertir en un model a seguir per a joves artistes nord-americanes que li van demanar consell, com ara Lucy A. Bacon, a qui Cassatt va presentar Camille Pissarro. Tot i que el grup impressionista es va dissoldre, Cassatt encara va tenir contacte amb alguns dels membres, inclosos Renoir, Monet i Pissarro.

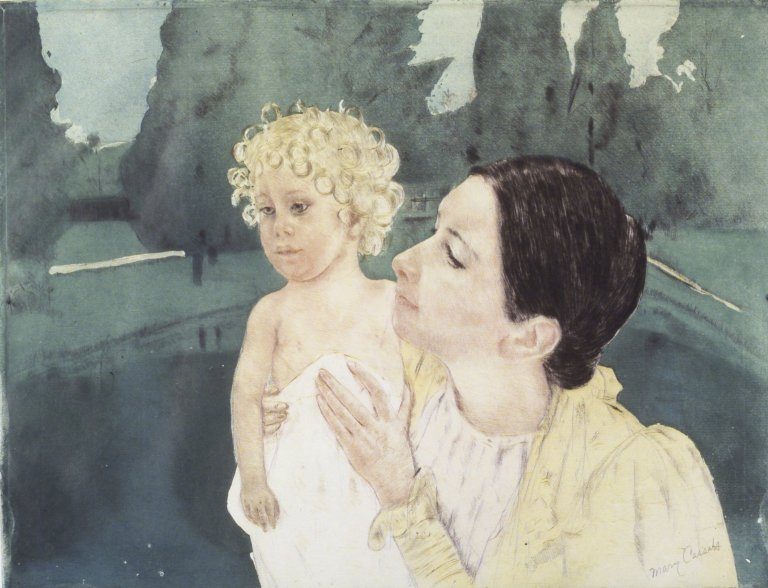
Mother and Child Before a Pool (Mare i fill davant d'una piscina), c. 1898. Brooklyn Museum

El 1891 va exhibir una sèrie d'estampes de punta seca i aiguatinta de colors vibrants, entre les quals figuraven Woman Bathing (Dona banyant-se) i The Coiffure (Pentinant-se), que estaven inspirades en els mestres japonesos que s'havien pogut veure a París l'any anterior. Cassatt es va sentir atreta per la senzillesa i la claredat del disseny japonès i l'ús hàbil de blocs de color i, en la seva interpretació, va utilitzar principalment colors pastel clars i delicats i va evitar el negre (un color "prohibit" entre els impressionistes). Adelyn D. Breeskin, autora de dos catàlegs raonats de l'obra de Cassatt, comenta que aquestes estampes de colors "són ara la seva contribució més original (...) afegint un nou capítol a la història de les arts gràfiques (...) tècnicament, com a estampats en color, mai no han estat superats ".
El mateix any, l'empresària de Chicago Bertha Palmer va contactar amb Cassatt per encarregar-li un mural sobre la dona moderna per a l'Edifici de les Dones de l'Exposició Mundial Colombiana que se celebraria el 1893. La pintora va completar el projecte durant els dos anys següents mentre vivia a França amb la seva mare. Va dissenyar el mural com un tríptic, en el qual el tema central es titulava Young Women Plucking the Fruits of Knowledge or Science (Dones joves arrencant els fruits del coneixement o de la ciència). El panell esquerre era Young Girls Pursuing Fame (Noies joves perseguint la fama) i el dret Arts, Music, Dancing (Arts, Música, Dança). El mural mostra una comunitat de dones desvinculades de la seva relació amb els homes, com a persones assolides per dret propi. Palmer considerava Cassatt un tresor nord-americà i no podia pensar en ningú millor per pintar un mural en una exposició que havia de fer tant per centrar l'atenció del món en l'estatus de la dona. Malauradament, el mural no va sobreviure l'exposició quan es va enderrocar l'edifici. Cassatt va fer diversos estudis i pintures sobre temes similars als del mural, de manera que és possible reconstruir-ne les idees i l'aspecte que tenia.

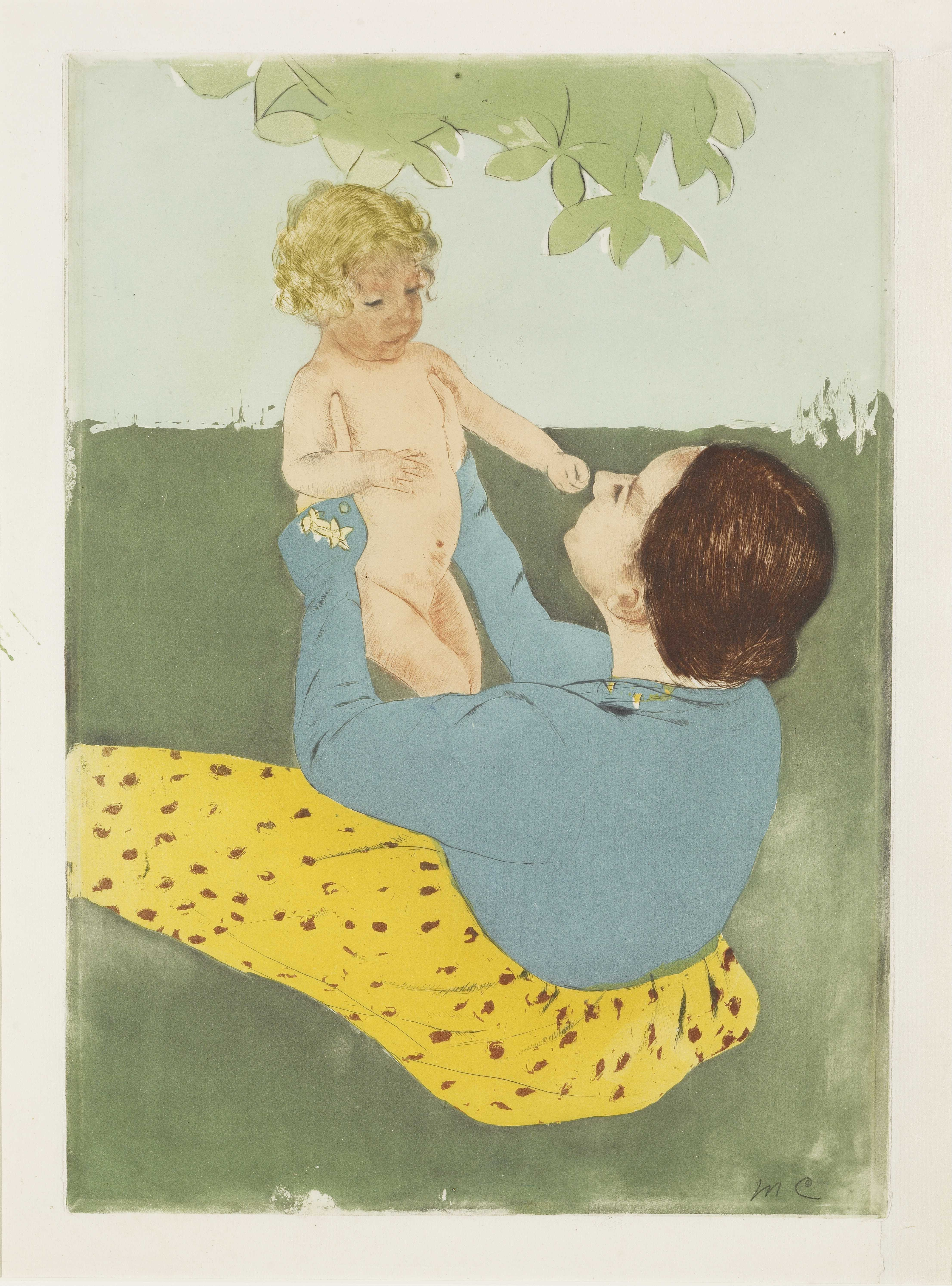
Under the Horse Chestnut Tree (Sota el castanyer), 1898. Museu de Belles Arts de Houston.

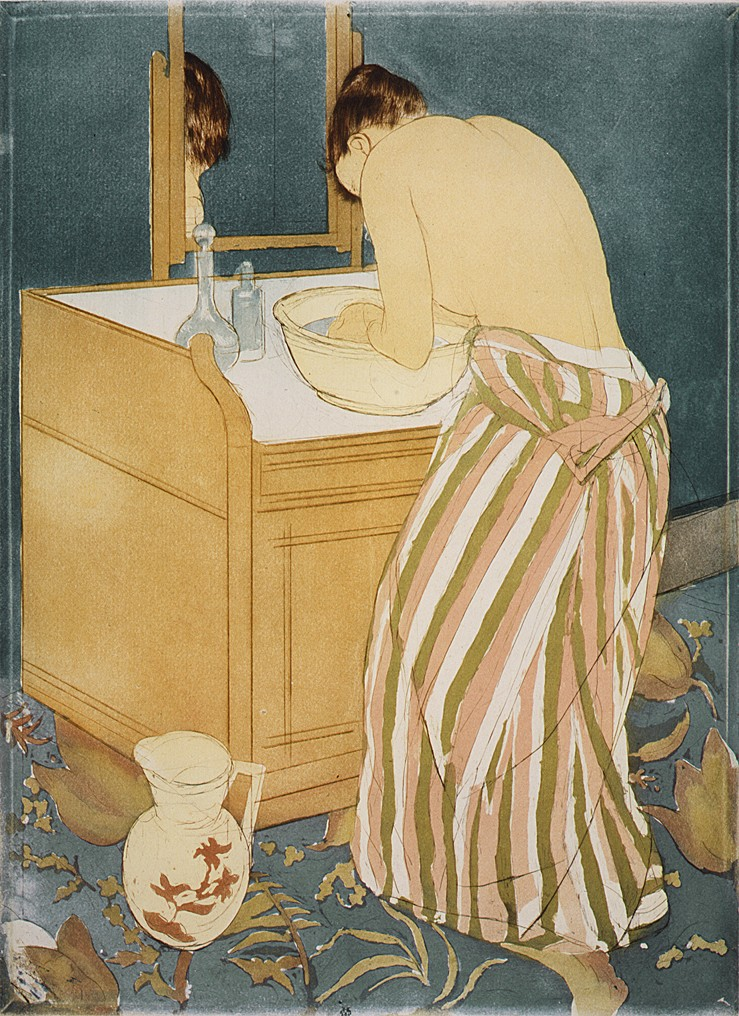
Woman Bathing (La Toilette) (Dona banyant-se - La Toilette), 1890–91. Metropolitan Museum of Art.

Amb el nou segle, Cassatt va començar a assessorar diversos col·leccionistes d'art importants i va acordar que cedissin les seves compres a museus d'art americans. En reconeixement de les seves contribucions a les arts, França li va concedir la Legió d'Honor l'any 1904. Tot i que la seva expertesa va ser fonamental als col·leccionistes estatunidencs, el reconeixement del seu art va arribar més lentament als Estats Units. Fins i tot va ser poc reconeguda per la seva família americana i va quedar totalment eclipsada pel seu germà famós, Alexander Cassatt, que va ser president del ferrocarril de Pennsilvània des del 1899 fins a la seva mort el 1906.
La defunció del seu germà la va afectar, ja que havien estat propers, però Cassat va seguir produint els anys anteriors al 1910, amb pintures que traspuaven un sentimentalisme creixent. La seva obra era popular entre el públic i la crítica, tot i que ja no obria nous camins i els col·legues impressionistes que li havien servit d'estimulació i crítica també havien anat morint. Així, es va oposar a nous desenvolupaments artístics com el postimpressionisme, el fauvisme i el cubisme. L'any 1913 es van mostrar dos dels seus treballs a l'Armory Show de 1913, que mostraven escenes d'una mare i un nen. L'any 1910 va viatjar a Egipte i, tot i que va quedar impressionada amb la bellesa del seu art antic, va patir una crisi de creativitat. El viatge no només l'havia esgotat, sinó que es va declarar "esclafada per la força d'aquest art", dient: "Vaig lluitar contra ell, però va conquerir, segurament és l'art més gran que ens ha deixat el passat ... com en són de febles les meves mans, per pintar mai l'efecte va tenir sobre mi". Diagnosticada de diabetis, reumatisme, neuràlgies i cataractes, el 1911 no va disminuir la productivitat però després del 1914 es va veure obligada a deixar de pintar, ja que es va quedar pràcticament cega.

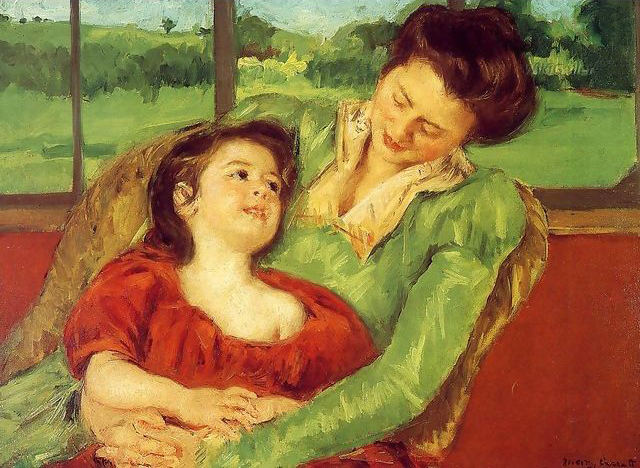
Mère et enfant (Reine Lefebre and Margot before a Window) (Mare i fill - Reine Lefebre i Margot davant una finestra), c. 1902

Mary Cassat va morit el 14 de juny de 1926 a Château de Beaufresne, prop de París, i va ser enterrada al panteó familiar de Le Mesnil-Théribus.

## Mirades feministes i la "Nova dona"
Mary Cassatt i les seves contemporànies van viure l'onada de feminisme que es va produir a la dècada de 1840, cosa que els va permetre accedir a institucions educatives de col·legis i universitats en coeducació, com l'Oberlin College o la Universitat de Michigan. De la mateixa manera, durant aquells anys van obrir les portes col·legis femenins com Vassar, Smith o Wellesley. Cassat va ser una gran defensora de la igualtat de les dones, fent campanyes amb els seus amics per obtenir beques de viatge a estudiants en igualtat durant la dècada de 1860 i pel dret a vot a la dècada de 1910.

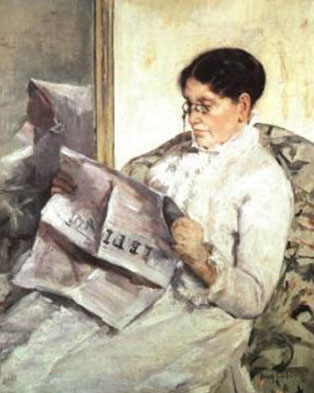
Reading "Le Figaro" (Llegint "Le Figraro), 1878. Col·lecció Mrs. Eric de Spoelberch, Haverford, Pennsylvania

Va representar la "Nova dona" del segle xix des de la perspectiva femenina i, com a dona artista reeixida i altament formada que mai es va casar, Cassatt —com Ellen Day Hale, Elizabeth Coffin, Elizabeth Nourse i Cecilia Beaux—, va personificar aquesta "Nova dona". Cassat "va iniciar els profunds inicis en la recreació de la imatge de les "noves dones", influïda per la seva mare intel·ligent i activa, Katherine Cassatt, que creia que calia educar les dones perquè fossin coneixedores i actives socialment. El retrat que li va fer el 1878, Reading 'Le Figaro', representa aquest esperit.
Tot i que Cassatt no va fer declaracions polítiques explícites sobre els drets de les dones en la seva obra, sempre va representar les dones amb dignitat i suggerint una vida interior més profunda i significativa. Igualment, es va oposar a ser estereotipada com a "dona artista", va donar suport al sufragi femení i el 1915 va mostrar divuit obres en una exposició que donava suport al moviment, organitzada per Louisine Havemeyer, una feminista compromesa i activa. L'exposició la va posar en conflicte amb la seva cunyada Eugenie Carter Cassatt que estava en contra de les sufragistes i n'havia boicotejar les manifestacions, com la societat de Filadèlfia en general. Cassatt va respondre venent el seu treball, que d'altra manera hagués estat destinat als seus hereus, i la National Gallery de Washington va comprar-li The Boating Party, inspirada en el naixement de la filla d'Eugenie, Ellen Mary.

## Relació amb Degas

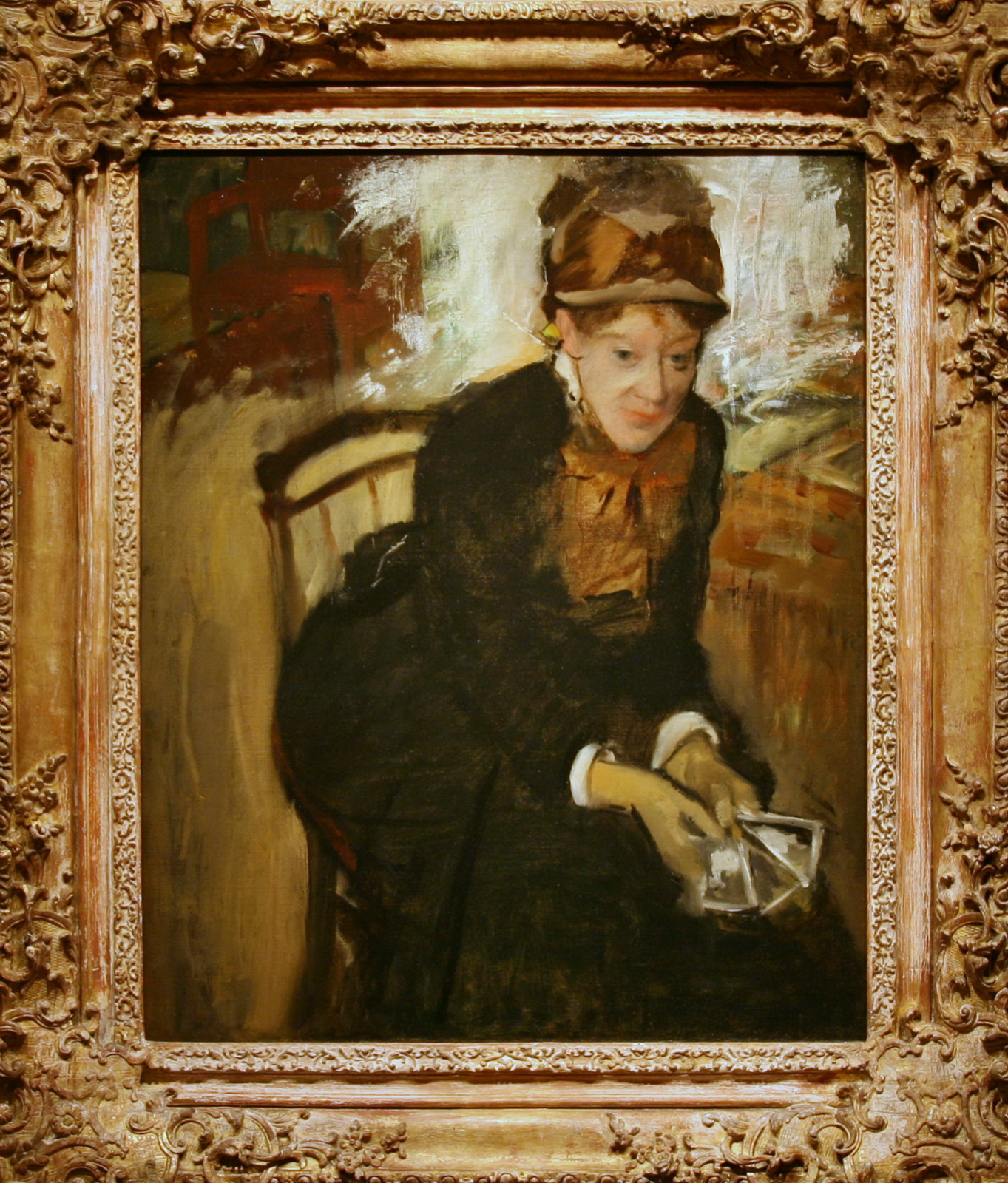
Edgar Degas, Mary Cassatt Seated, Holding Cards, c. 1880–1884, oil on canvas, 74 × 60 cm, National Portrait Gallery, Washington DC. NPG.84.34 Cassatt hated it later and wrote to her dealer Paul Durand-Ruel in 1912 or 1913 that "I don't want anyone to know that I posed for it."

Mary Cassatt i Edgar Degas van col·laborar durant molts anys. Els dos pintors tenien l'estudi molt a prop: Cassatt al carrer Laval, 19 i Degas al carrer Frochot, 4, a menys de cinc minuts a peu de distància. Degas tenia per costum anar a l'estudi de Cassatt per oferir-li consells i ajudar-la a guanyar models. Tenien moltes coses en comú: compartien gustos similars en art i literatura, provenien de famílies adinerades, havien estudiat pintura a Itàlia i tots dos eren independents pel fet de ser solters. Degas va introduir Cassatt al pastel i al gravat, dues tècniques que la pintora va dominar ràpidament, mentre que per la seva banda Cassatt va contribuir a ajudar Degas a vendre les seves pintures i a promoure la seva reputació a Amèrica.
Tots dos es consideraven pintors de figures i l'historiador de l'art George Shackelford suggereix que van seguir la crida del crític d'art Louis Edmond Duranty en el seu fulletó The New Painting per a la revitalització de la pintura de figures: "acomiadem-nos del cos humà estilitzat, que és tractat com un gerro. El que necessitem és la persona moderna característica amb la seva roba, en el seu entorn social, a casa o al carrer."

Little Girl in a Blue Armchair (Nena en butaca blava), 1878. National Gallery of Art.

Després que els pares la germana s'unissin a Cassatt a París el 1877, Degas, Cassatt i Lydia sovint es trobaven al Louvre per estudiar obres d'art junts. Degas va produir dos gravats, destacats per la seva innovació tècnica, que representaven a Cassatt al Louvre mirant obres d'art mentre Lydia llegia una guia. Es van destinar a un diari d'estampes planificat per Degas (juntament amb Camille Pissarro i altres), que mai no va arribar a bon port. Cassatt sovint posava per a Degas, sobretot per a la seva sèrie dels barrets.
Cap al 1884 Degas va fer un retrat a l'oli de Cassatt, Mary Cassatt Seated, Holding Cards (Mary Cassatt asseguda, amb cartes). Són probablement cartes de visita que els artistes i distribuïdors de l'època empraven per documentar el seu treball. Stephanie Strasnick suggereix que Degas les va utilitzar com a dispositiu per representar a Cassatt com a parella i artista per dret propi, tot i que Cassatt temps després va agafar aversió al retrat i el va vendre. Un autoretrat de Cassatt fet cap al 1880 la representa amb el mateix barret i vestit, cosa que va portar a la historiadora de l'art Griselda Pollock a especular que havien pogut ser pintats en una mateixa sessió durant els primers anys de la seva amistat.
Cassatt i Degas van treballar més estretament la tardor i l'hivern de 1879–80, mentre Cassatt aprenia a dominar la tècnica del gravat. Degas tenia una impremta petita i, de dia, Cassat treballava al seu estudi i al vespre feia els esbossos per a la planxa de l'endemà. Tanmateix, l'abril de 1880 Degas es va retirar bruscament de la publicació de gravats en què havien estat col·laborant i, sense el seu suport, el projecte es va aturar. La retirada de Degas va molestar Cassatt, que havia treballat molt en la preparació d'una gran edició de cinquanta impressions, In the Opera Box, que estava destinada a la revista. Tot i que l'afecte de Cassatt per Degas va durar tota la vida, mai més va treballar amb ell tan estretament com ho havia fet per a la revista de gravats. Mathews assenyala que en aquest moment va deixar de fer escenes teatrals.
Tots dos van ser francs a l'hora de mostrar les seves opinions. Es van enfrontar en l'afer Dreyfus (a principis de la seva carrera Cassatt havia pintat un retrat del col·leccionista d'art Moyse Dreyfus, parent del lloctinent de la cort marcial al centre de l'afer). Eren pro-Dreyfus Camille Pissarro, Claude Monet, Paul Signac i Mary Cassatt i, entre els contraris a Dreyfus hi havia Edgar Degas, Paul Cézanne, Auguste Rodin i Pierre-Auguste Renoir. Més tard, Cassatt va expressar la seva satisfacció per la ironia de l'exposició conjunta de Lousine Havermeyer del 1915 i l'obra de Degas en favor del sufragi femení, plena de comentaris antifeministes del pintor (en veure el llibre Two Women Picking Fruit per primera vegada, va comentar que "Cap dona té dret a dibuixar així"). A partir de la dècada de 1890 la seva relació va adoptar un aspecte decididament comercial, a causa de la relacio de Cassatt amb el cercle impressionista però, malgrat tot, van continuar visitant-se mútuament fins que Degas va morir el 1917.
No és possible discernir el grau d'intimitat que hi va haver entre els dos artistes, ja que no n'ha arribat cap informació, però és poc probable que tinguessin una relació sentimental, donats la seva formació conservadora i els seus forts principis morals. D'altra banda, diverses cartes de Vincent van Gogh testimonien la continència sexual de Degas.

## Llegat
- Mary Cassatt va inspirar a moltes artistes canadenqes que eren membres del Beaver Hall Group.
- El SS Mary Cassatt va ser un vaixell Liberty de la Segona Guerra Mundial, avarat el 16 de maig de 1943.[72]
- Quatre músiques de corda joves l'any 1985 va formar el Quartet Cassatt, en honor de la pintora.[73] El 2009, el guardonat grup va enregistrar els quartets de corda núm. 1–3 (Cassatt String Quartet) del compositor Dan Welcher; el tercer quartet de l'àlbum s'inspirava també en l'obra de Mary Cassatt.[74]
- El 1966 la pintura The Boating Party es va reproduir en un segell de correus dels Estats Units. Més tard, el Servei Postal dels Estats Units li va dedicar un segell de correus de la sèrie Great American de 23 cèntims.[75]
- L'any 1973 es va incorporar al Saló Nacional de la Fama de les Dones.[76]
- El 2003 quatre de les seves pintures (Young Mother, Children Playing on the Beach, On a Balcony i Child in a Straw Hat) es van reproduir al tercer número de la sèrie de segells American Treasures.[77]
- El 22 de maig de 2009 Google Doodle va destacar la seva data de naixement.[78]
- Les pintures de Cassatt s'han venut fins a 4 milions de dòlars. El preu rècord, de 4.072.500 dòlars, es va establir el 1996 a la sala Christie's de Nova York per l'obra In the Box.[79]
- Al districte 12è de París hi ha un parc públic que rep el nom de Jardin Mary Cassatt a la seva memòria.[80]

## Algunes pintures
- Al teatre, 1879, Nelson-Atkins Museum of Art, Kansas City
- Dona llegint en un jardí, 1880, Institut d'Art de Chicago
- Dona cosint, c. 1880-82, Museu d'Orsa
- Dona de negre, c. 1882
- La làmpada, 1891, Institut d'Art de Chicago
- Sota el maronnier, ca. 1898, Biblioteca del Congrés dels Estats Units
- Sarah sostenint el seu gos (pastel)
- El bressol

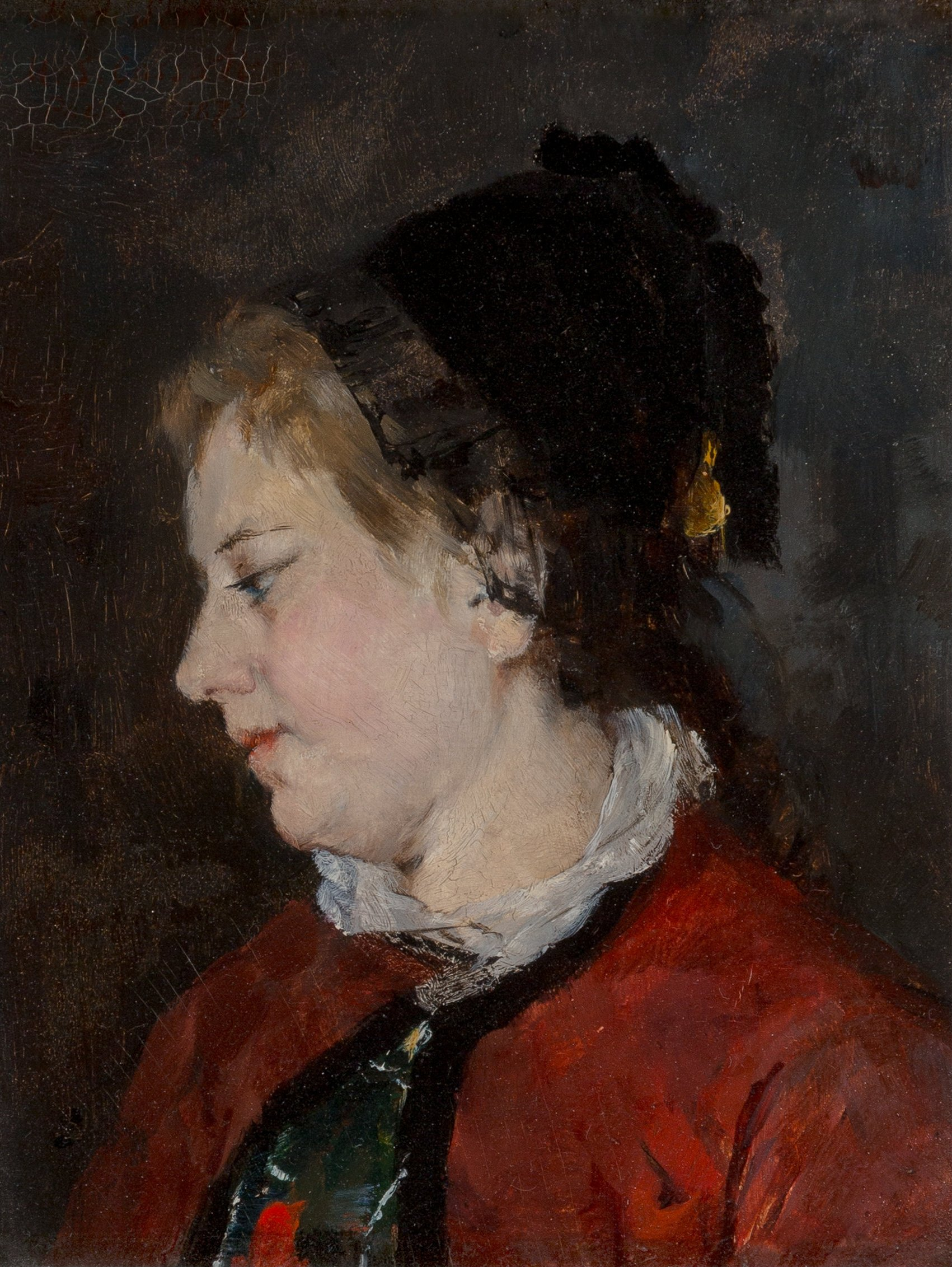
Portrait of Madame Sisley (Retrat de Madame Sisley), 1873.
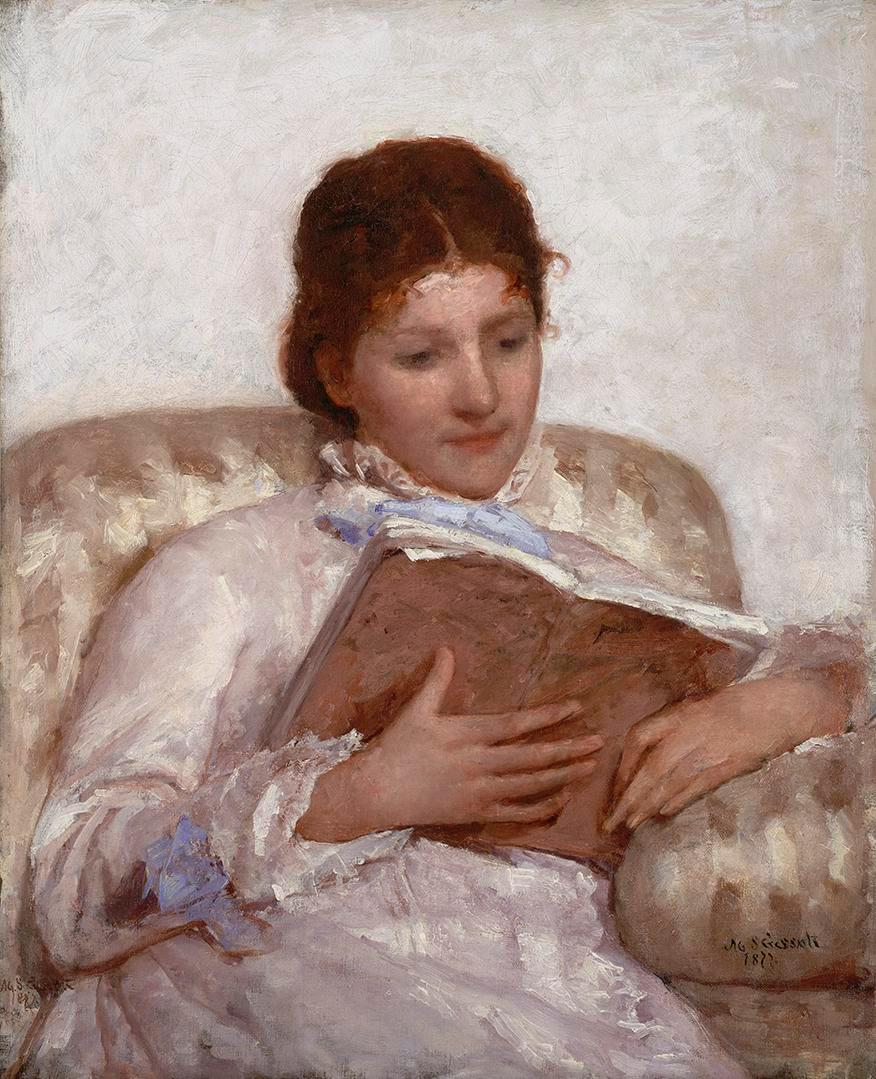
The Reader (La lectora), 1877. Crystal Bridges Museum of American Art.
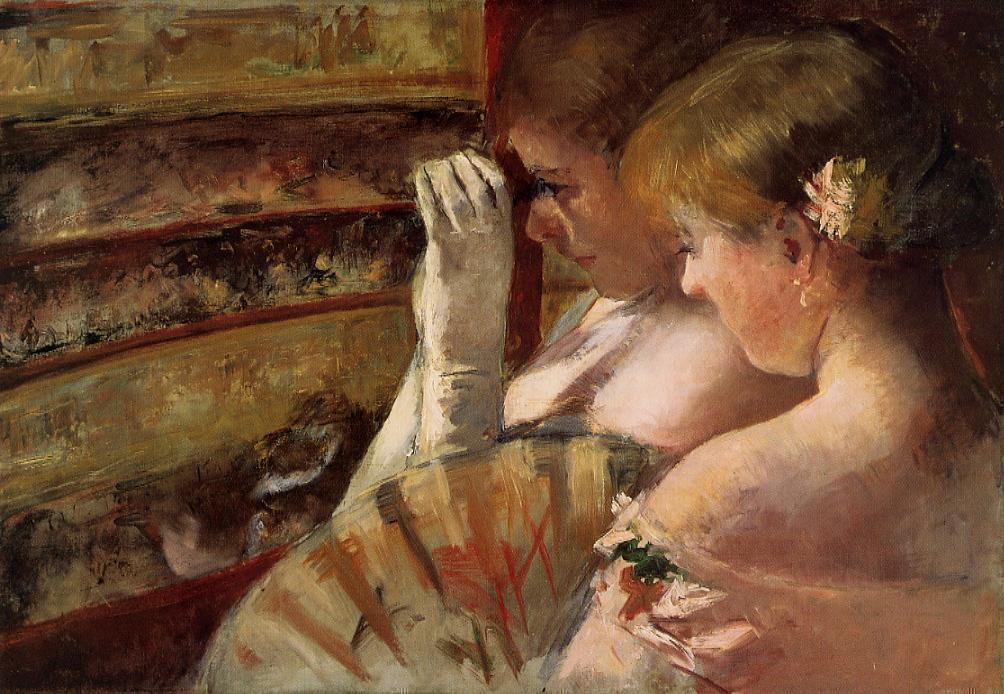
In the Box (A la llotja), 1879.
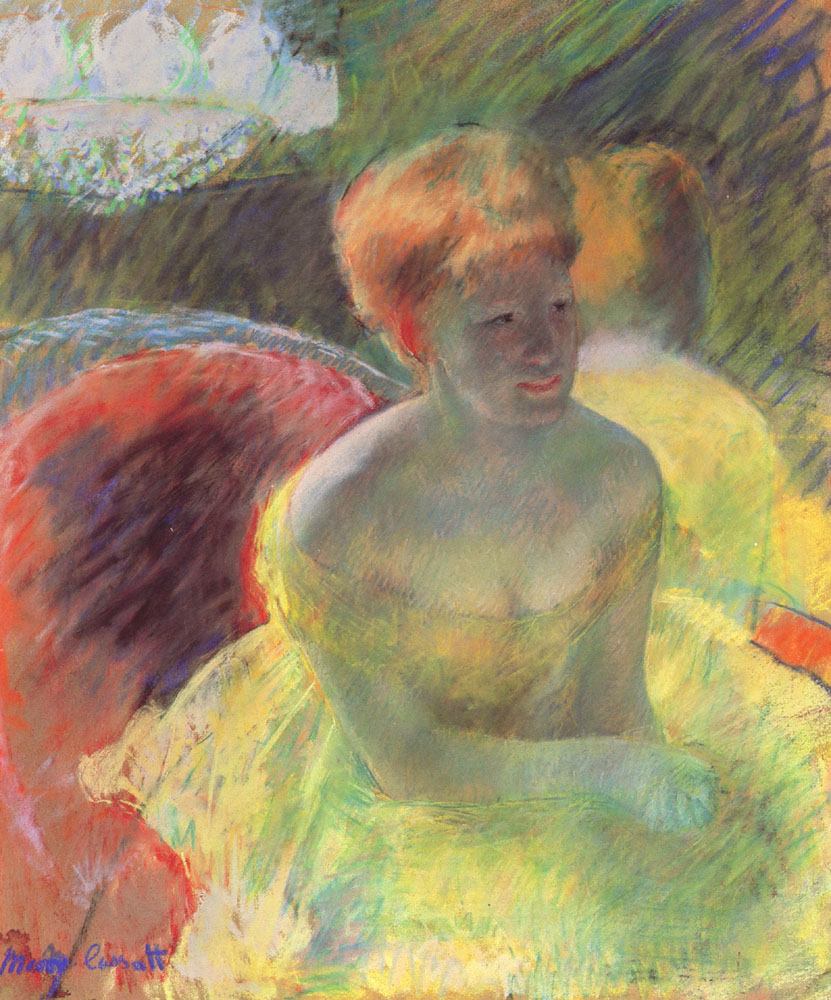
Lydia Leaning on Her Arms, Seated in Loge (Lydia recolzada en els seus braços, asseguda a la llotja), 1879.
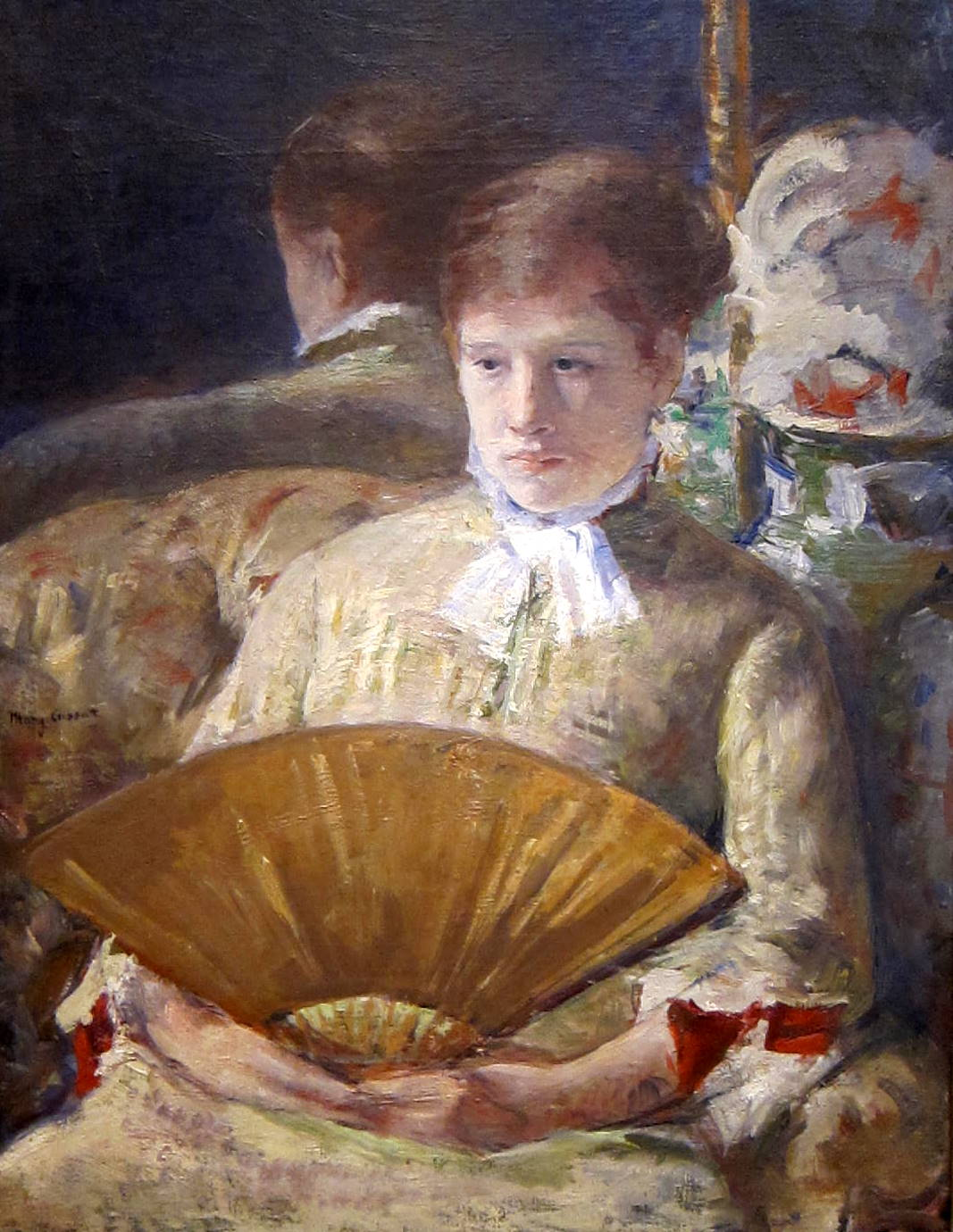
Miss Mary Ellison, 1880.
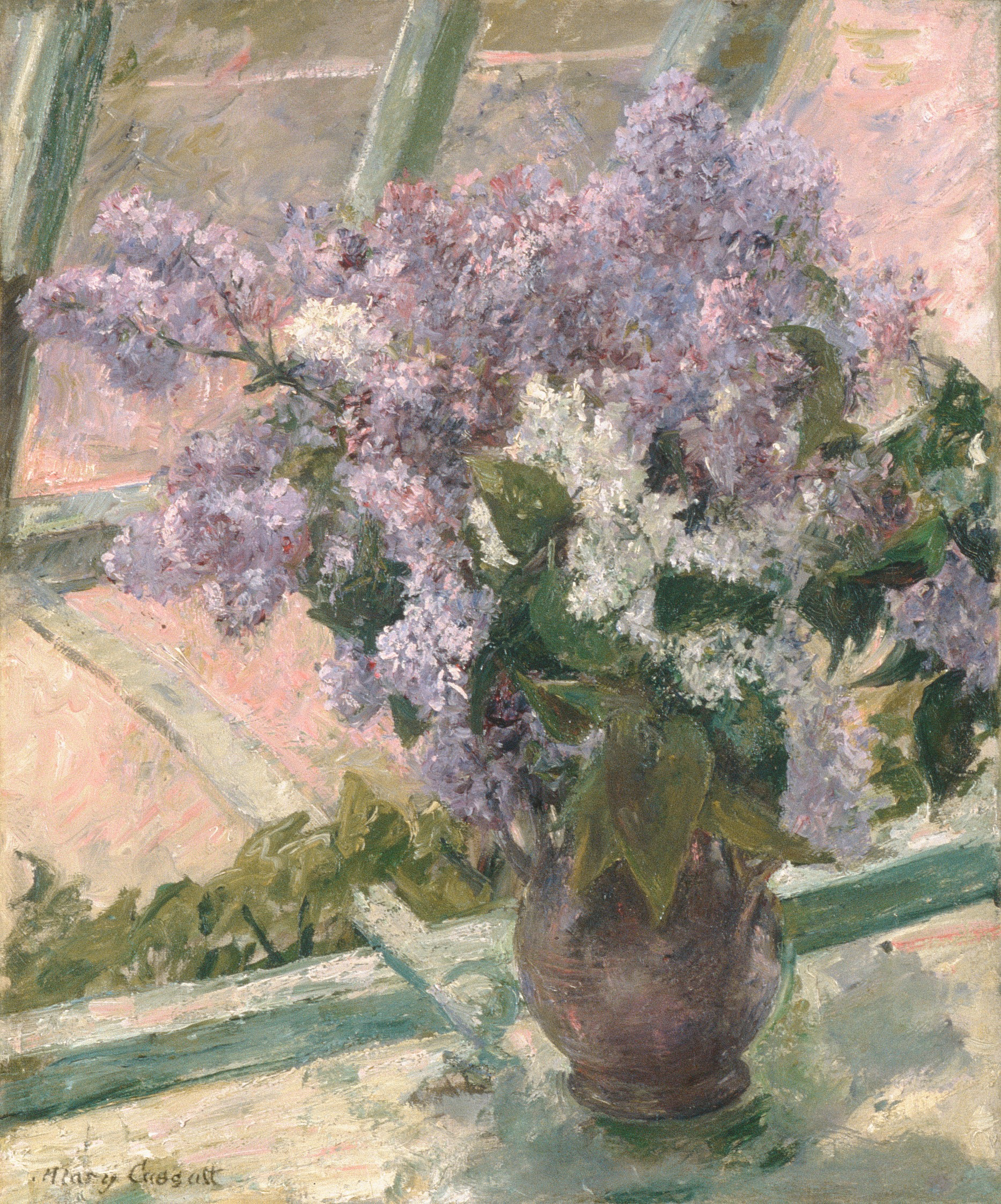
Lilacs in a Window (Liles en una finestra), 1879.
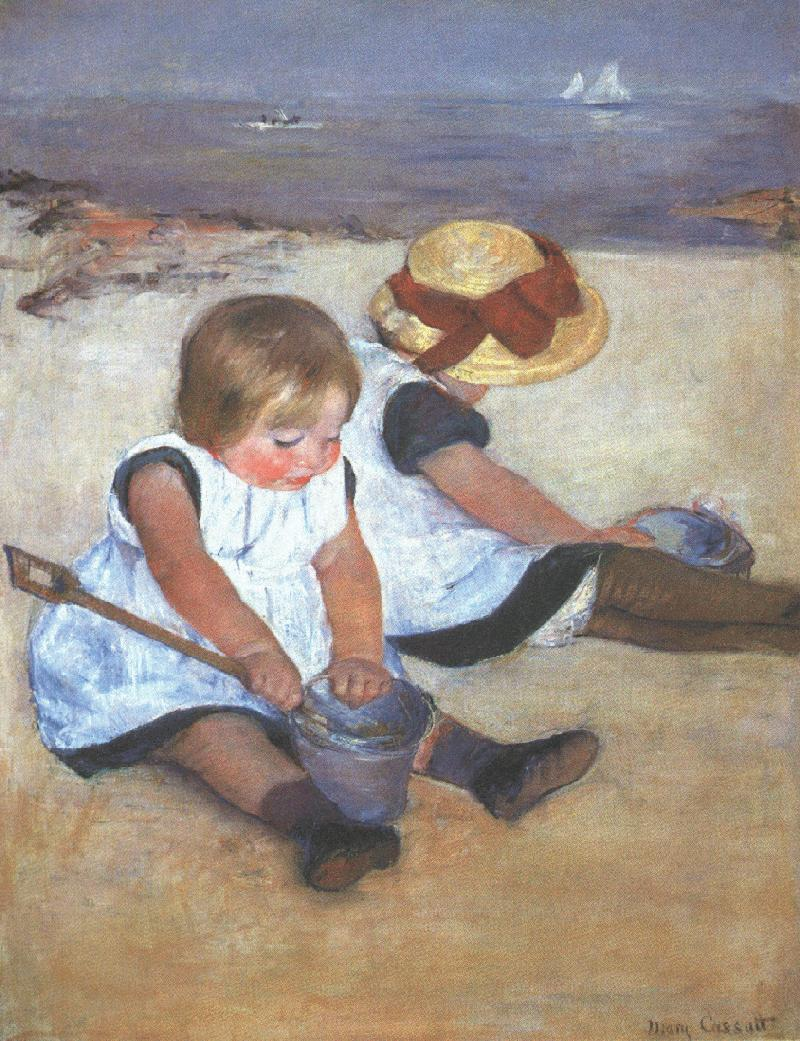
Children on the Beach (Nenes a la platja), 1884.
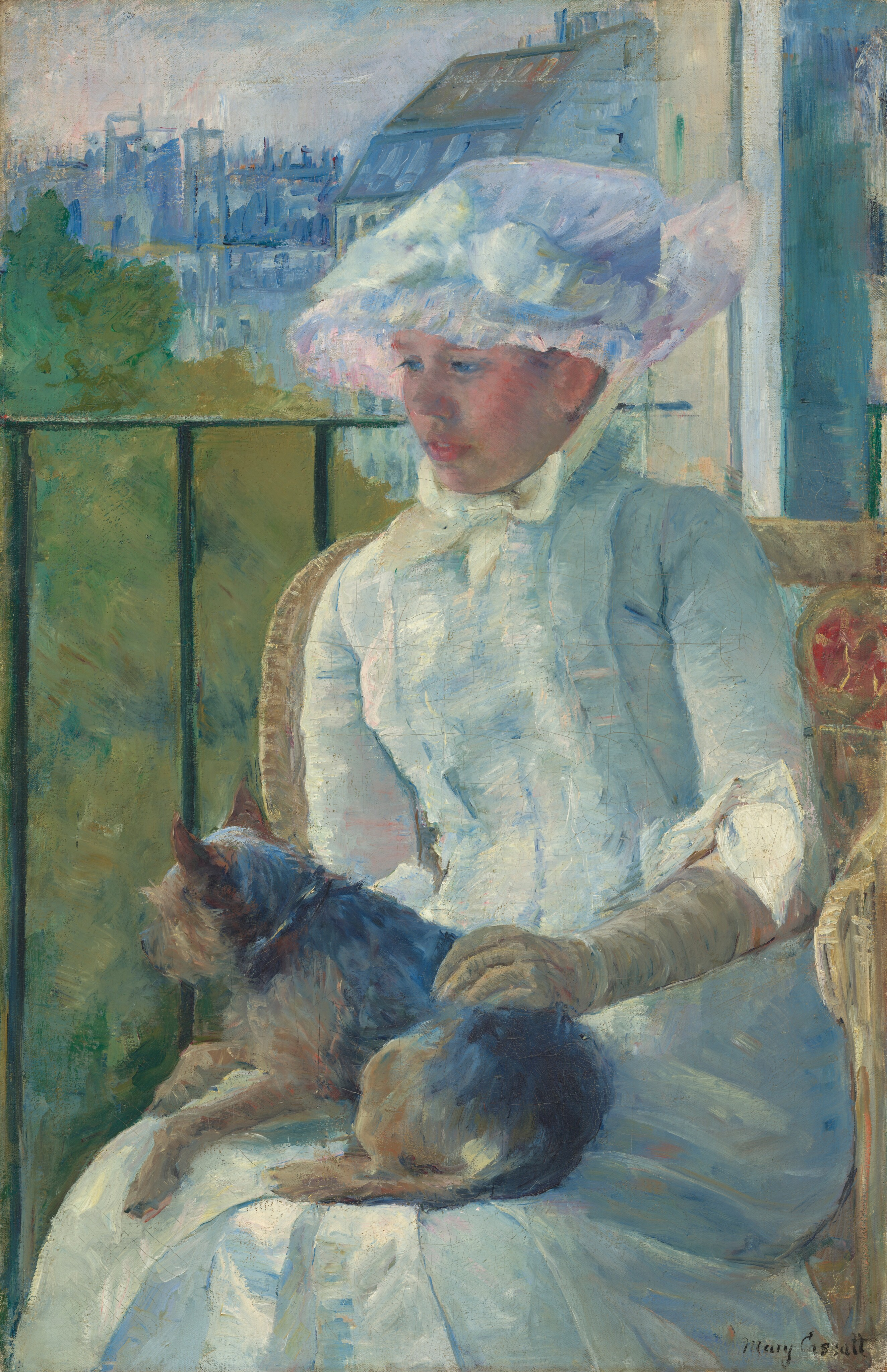
Young Girl at a Window (Noia a la finestra), vers 1883–1884. National Gallery of Art.
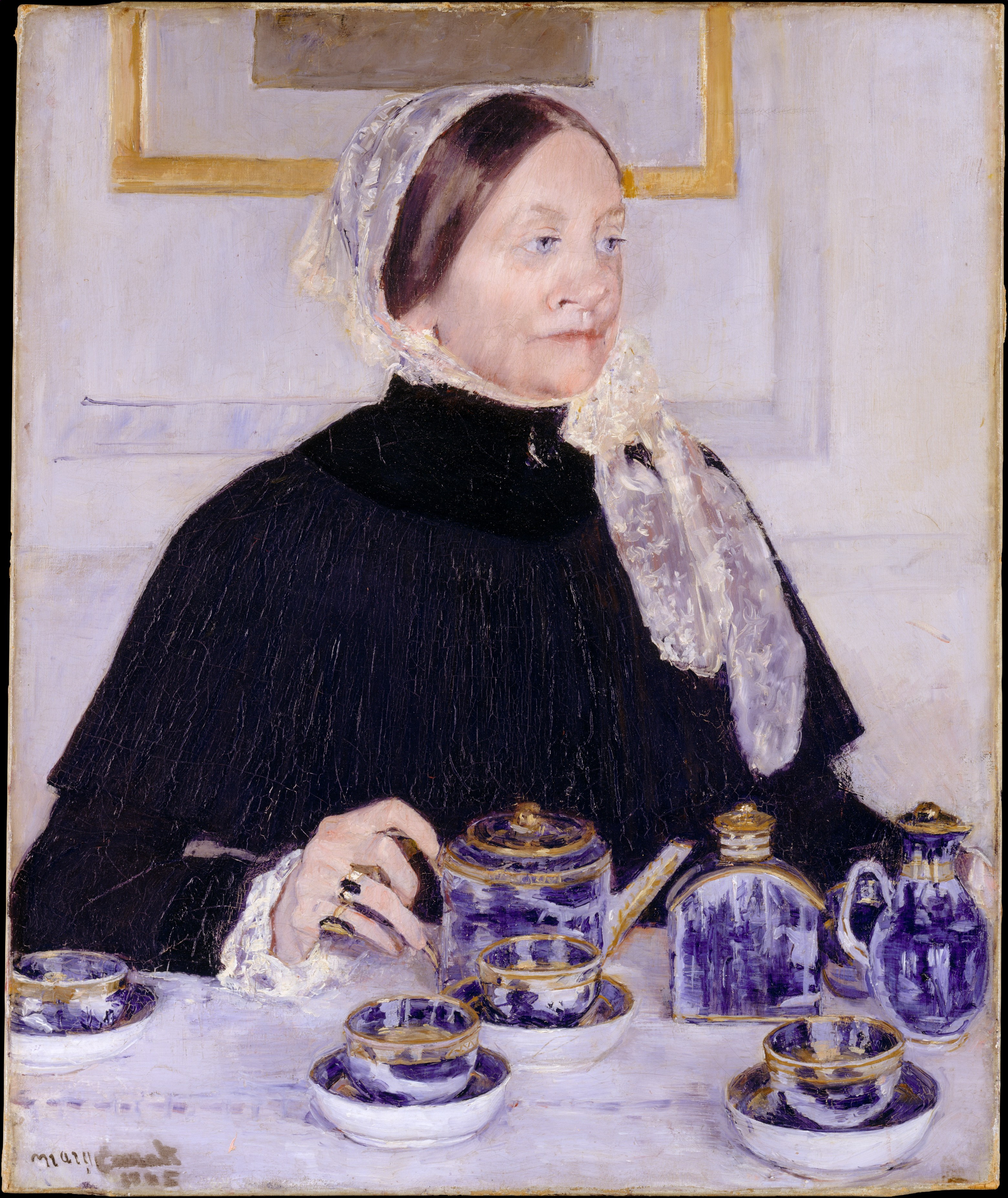
Lady at the Tea Table (Dama a la taula del te), 1883-1885. Metropolitan Museum of Art.
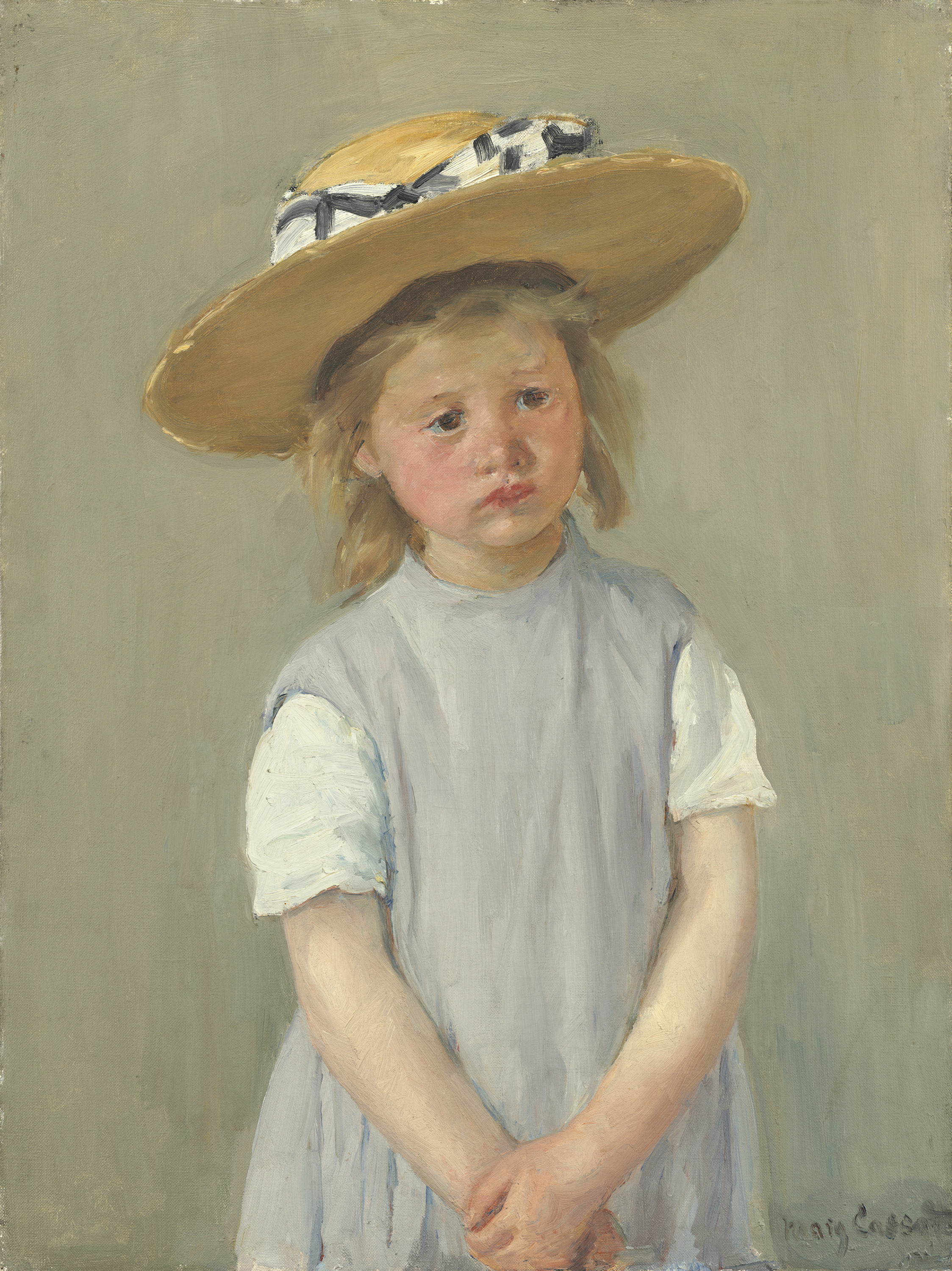
Child in Straw Hat (Nena amb barret de palla), 1886.
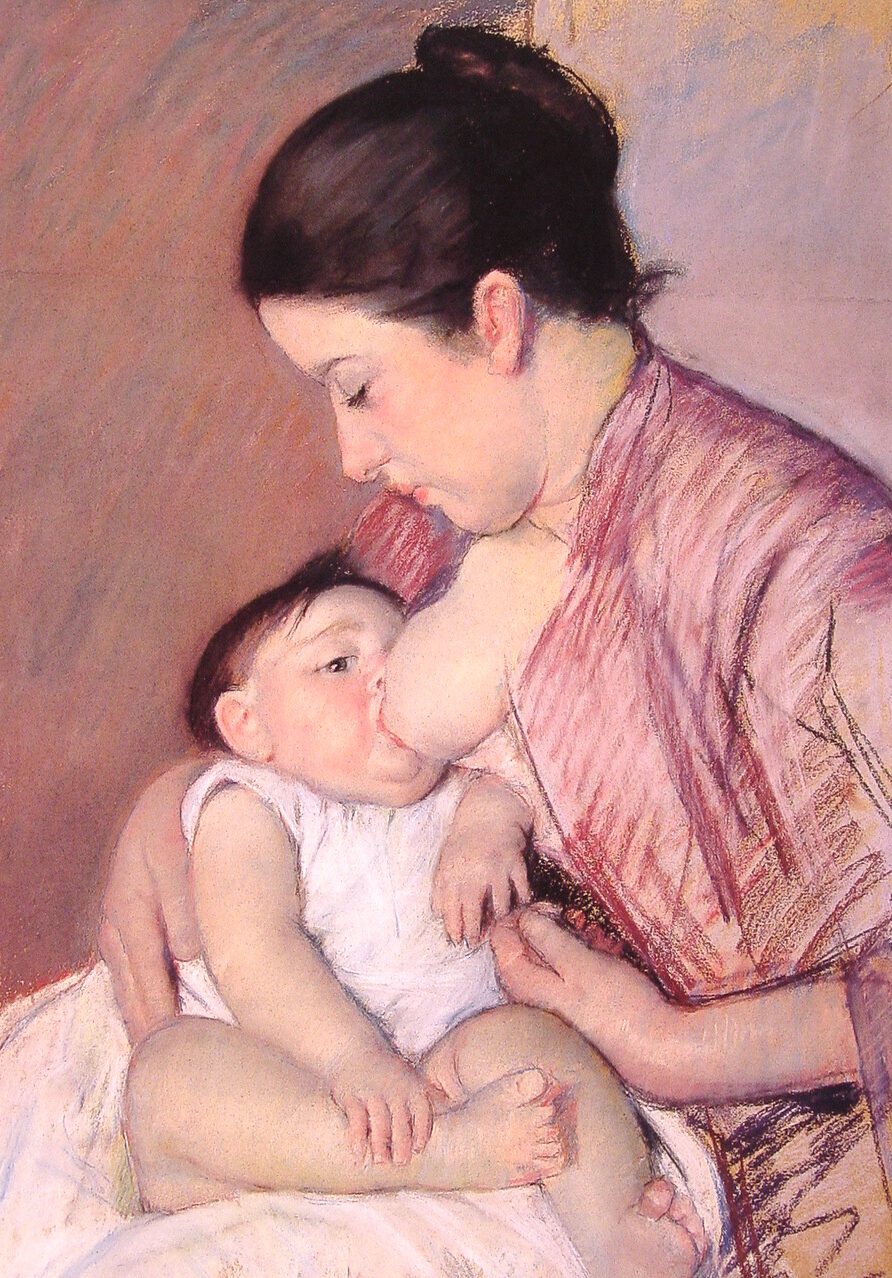
Maternité (Maternitat), 1890.
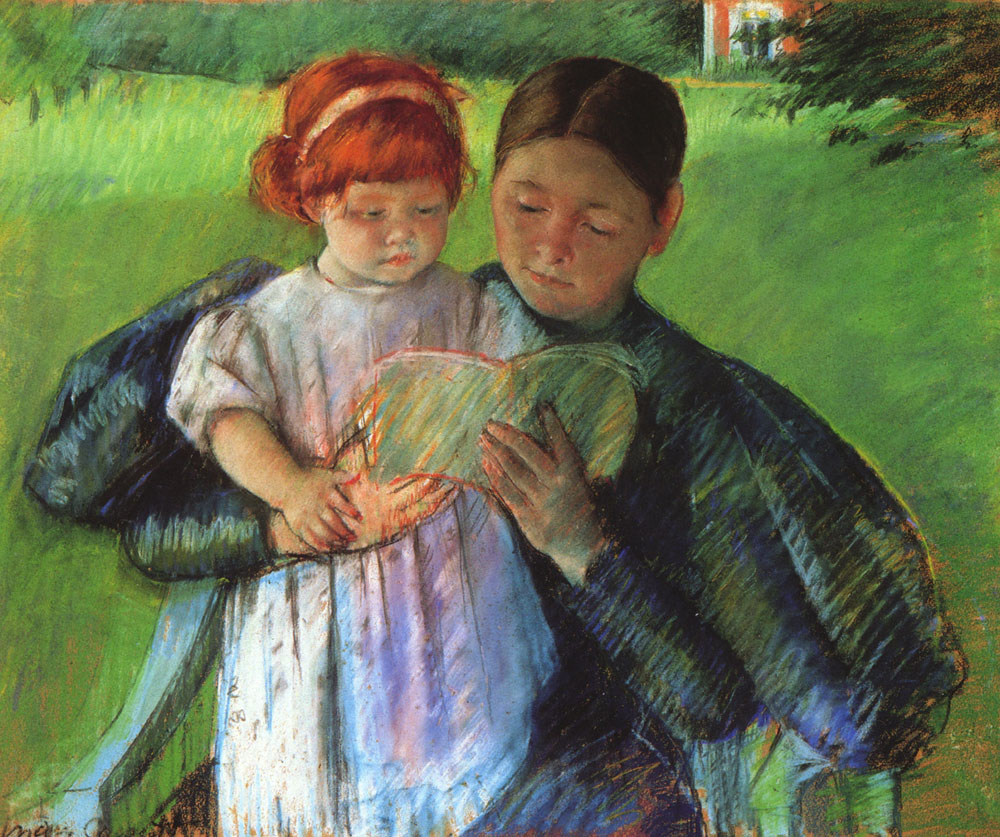
Nurse Reading to a Little Girl (Infermera llegint a una nena), 1895.
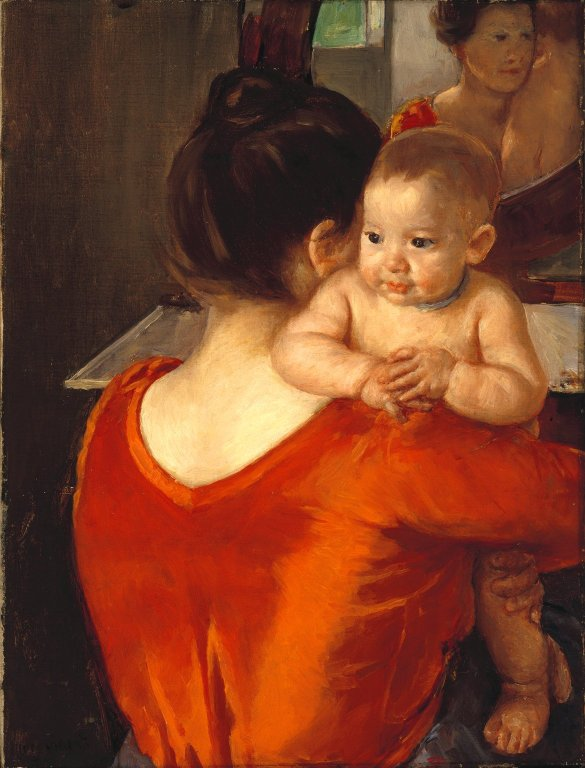
Woman in a Red Bodice and Her Child (Dona amb un cosset vermell i el seu fill), vers 1896. Museu de Brooklyn.
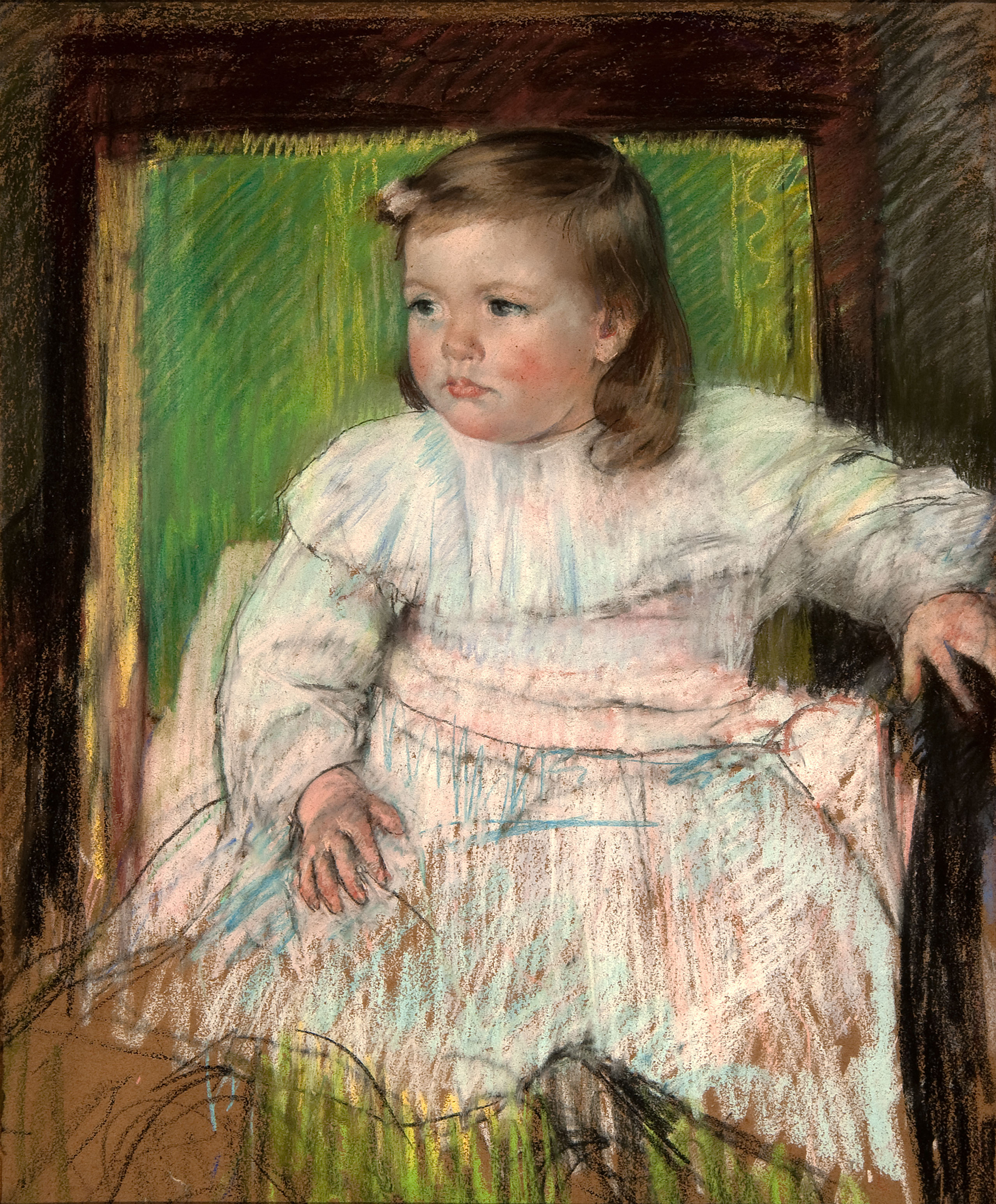
The Pink Sash (La faixa rosa), 1898.
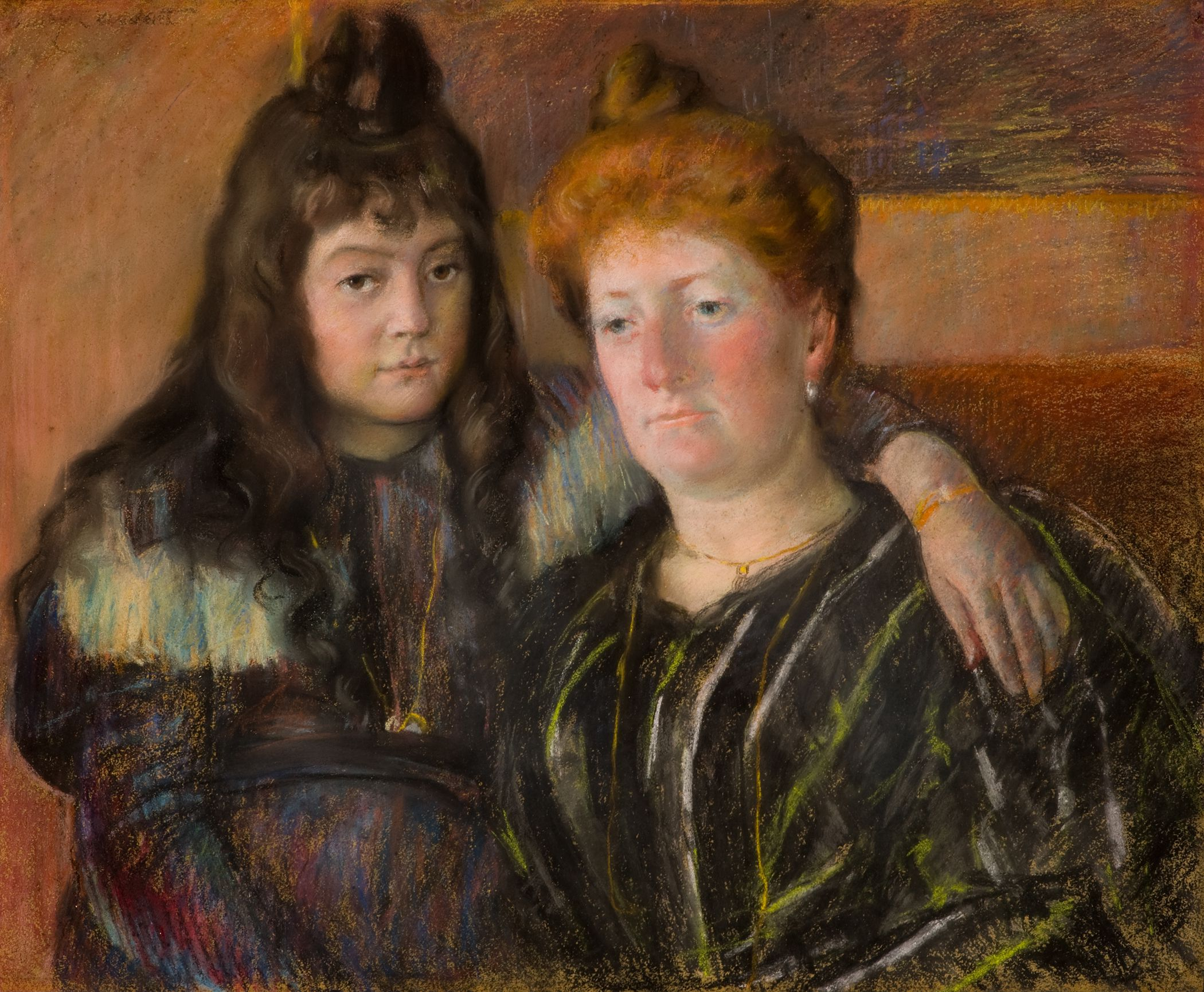
Madame Gaillard and Her Daughter Marie-Thérèse (Madame Gaillard i la seva filla Marie-Thérèse), 1899. Reynolda House Museum of American Art.
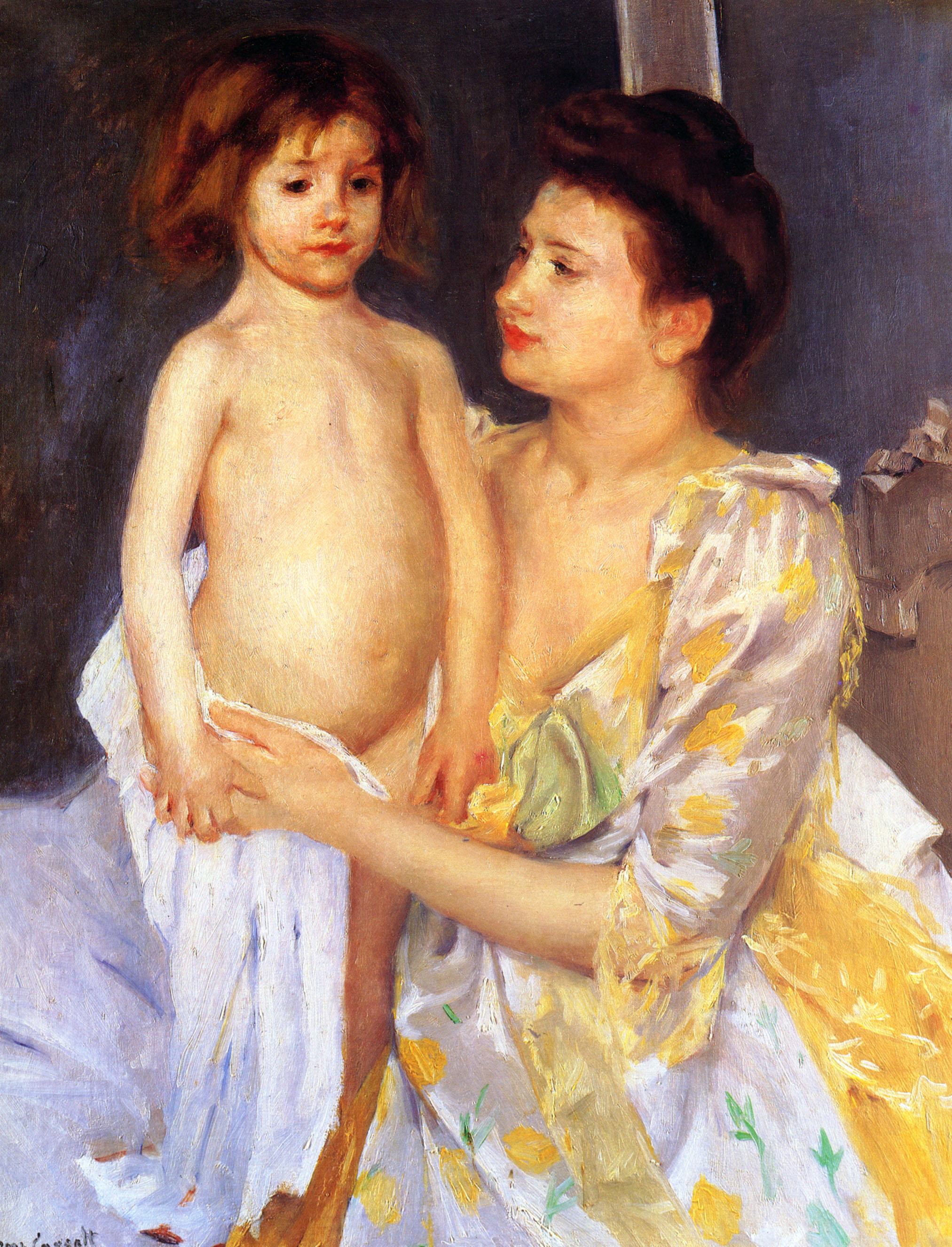
Jules Being Dried by His Mother (Jules assecat per la seva mare), 1900.
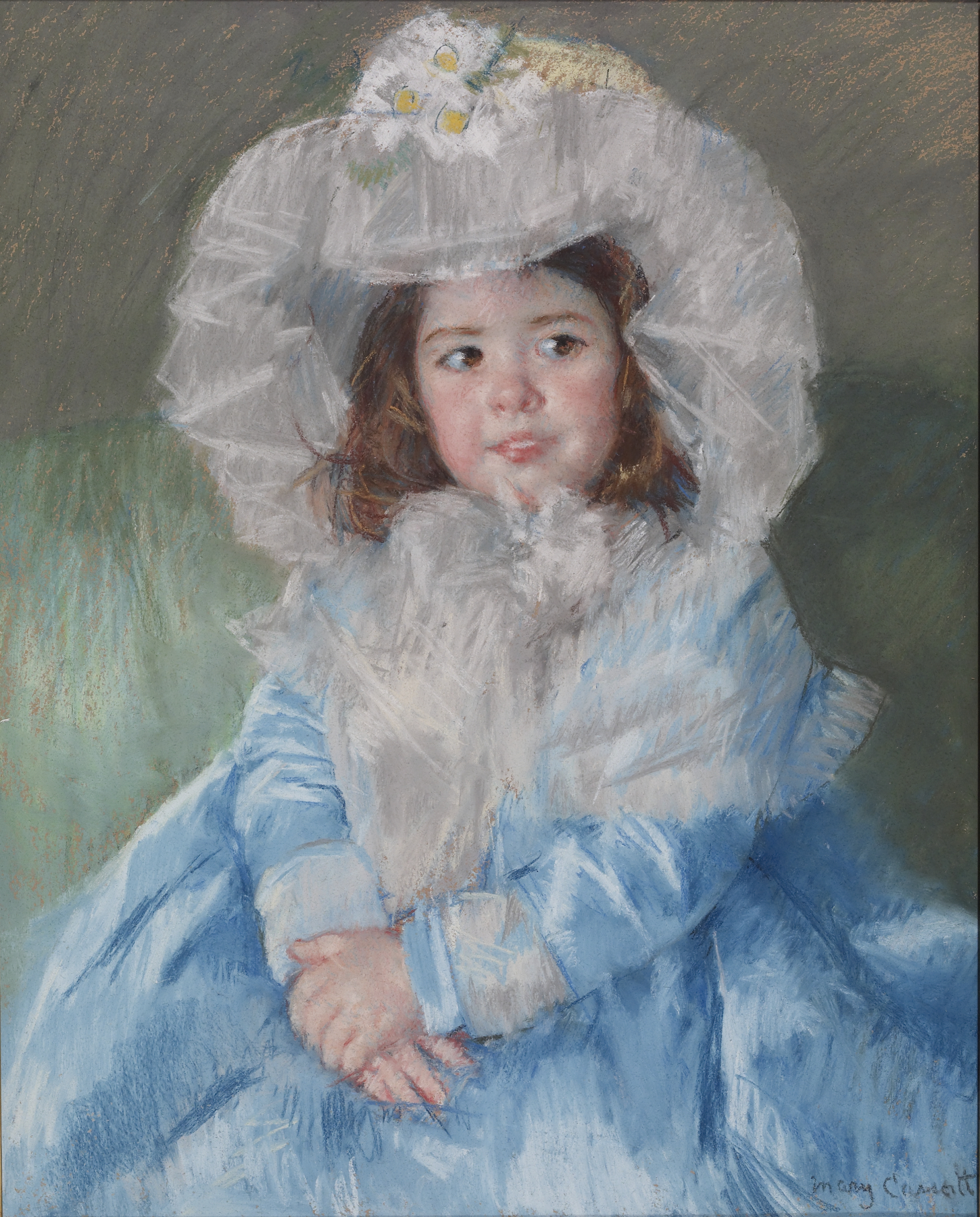
Margot in Blue (Margot de blau), 1903. Walters Art Museum.
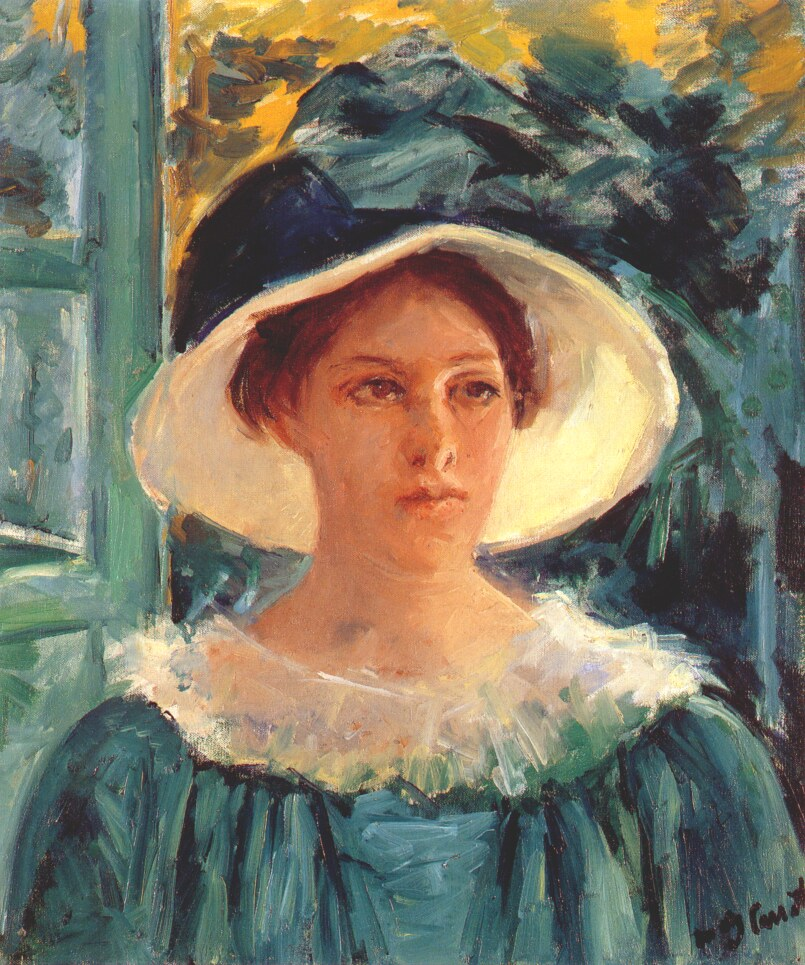
Young Woman in Green, Outdoors in the Sun (Dona jove de verd, a l'aire lliure i al sol), 1914.
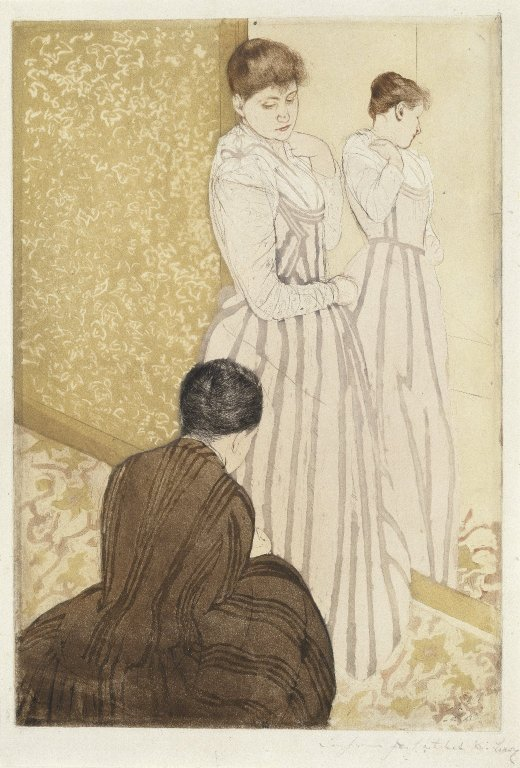
The Fitting (L'encaix), vers 1890. Museu de Brooklyn.
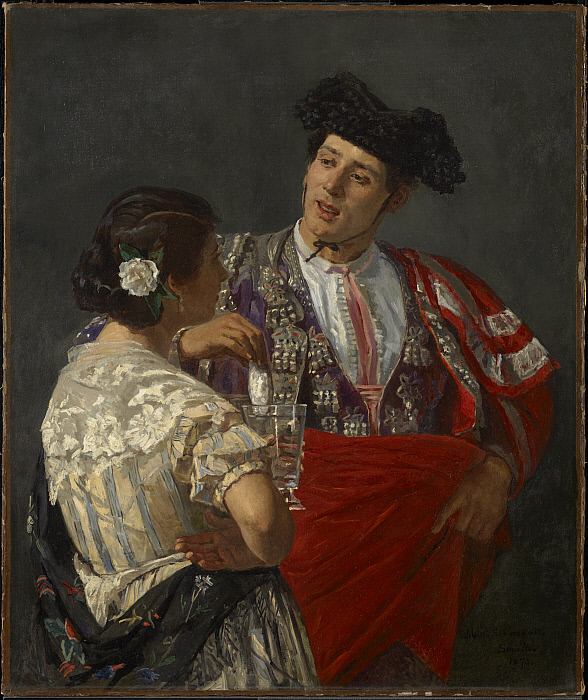
Offering the Panal to the Bullfighter (Oferint el Panal al Torero), 1873. Institut d'Art Clark.
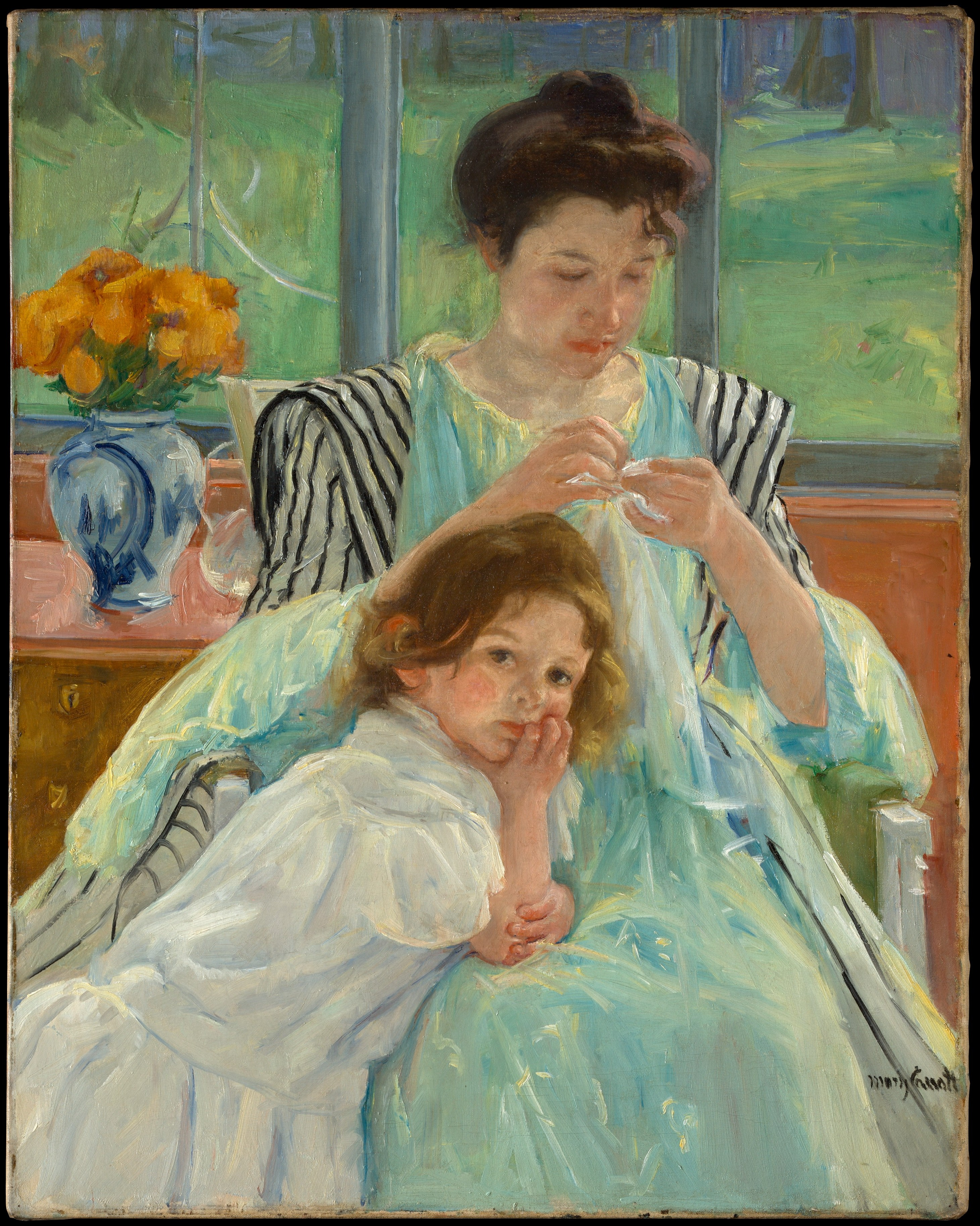
Young Mother Sewing (Mare jove cosint), 1900. Metropolitan Museum of Art.